# Annie Besant
Pour les articles homonymes, voir Besant (homonymie).
Annie Besant (née Wood le 1er octobre 1847 à St. John's Wood (quartier de Londres), morte le 20 septembre 1933 à Madras, aujourd'hui Chennai, en Inde), est une conférencière, féministe, libre-penseuse, socialiste et théosophe britannique, qui prit part à la lutte ouvrière avant de diriger la Société théosophique puis de lutter pour l'indépendance de l'Inde.
Issue d'une famille anglo-irlandaise et orpheline de père à cinq ans, elle fut éduquée de façon privée par une dame charitable. Elle fit de nombreuses lectures philosophiques qui développèrent ses questionnements métaphysiques et spirituels. Elle prit aussi conscience, à la même époque, de la condition ouvrière. Jeune femme de la classe moyenne victorienne, elle n'avait alors pas d'autre avenir que le mariage. En décembre 1867, elle épousa Frank Besant, un pasteur anglican. Le mariage fut malheureux. Après avoir eu deux enfants, le couple se sépara en 1873.
Excellente oratrice, Annie Besant commença une carrière politique en faisant des tournées de conférences sur le féminisme, la libre-pensée et le sécularisme. Elle travailla alors aux côtés de Charles Bradlaugh avec qui elle publia en 1877 une brochure présentant des méthodes de limitation des naissances. Ils furent jugés et condamnés à six mois de prison pour « obscénité ». L'appel fut suspensif et le verdict fut cassé pour vice de forme. Elle perdit cependant la garde de sa fille qu'elle avait obtenue lors de la séparation avec son mari.
Elle profita de la modification des statuts du University College de Londres pour y entamer des études scientifiques brillantes. Elle en fut cependant exclue en 1883 du fait de sa réputation et de ses activités politiques et ne put terminer sa troisième année de baccalauréat. En parallèle, elle dispensa des cours publics d'éducation populaire dans le Hall of Science de South Kensington.
Annie Besant s'intéressa à la pensée socialiste dès le début des années 1880 et adhéra à la Fabian Society en 1885. Elle devint rapidement membre du comité directeur. Elle s'engagea alors dans la lutte sociale. Elle était présente lors du « Bloody Sunday » du 13 novembre 1887 : cette manifestation pacifique dispersée par la force protestait contre la politique du gouvernement en Irlande ainsi que contre les conditions misérables de travail et de vie des milieux populaires. Elle organisa ensuite la grève victorieuse des allumettières de l'entreprise Bryant and May dans l'East End de Londres à l'été 1888. Elle fut élue de ce quartier populaire au London School Board où elle réussit à faire adopter le concept de repas gratuits pour les enfants pauvres dans les écoles de la capitale.
En 1889, William Thomas Stead, rédacteur en chef de la Pall Mall Gazette, lui demanda d'écrire un compte-rendu de l'ouvrage d'Helena Blavatsky, La Doctrine secrète, qui lui fit découvrir la théosophie. Elle y trouva les réponses à ses interrogations métaphysiques et spirituelles et s'y convertit rapidement. Elle devint une des dirigeantes de la société théosophique. En 1893, elle partit en Inde où elle installa le siège de la société. Là, elle adopta et éduqua Krishnamurti contre la volonté de son père et devint pour l'enfant une mère spirituelle. Elle prit la direction de la Société théosophique en 1907 et l'assuma jusqu'à sa mort en 1933.
En Inde, elle s'engagea pour l'auto-détermination, puis l'indépendance du pays, par des articles, des discours et des activités éducatrices. Elle mécontenta le pouvoir britannique qui l'assigna à résidence en 1917 mais dut la relâcher rapidement sous la pression de l'opinion publique indienne. La même année, Annie Besant fut élue présidente du Parti du Congrès. Elle s'effaça peu à peu face à Gandhi et consacra les dernières années de sa vie à la théosophie.

## Famille et jeunesse

### Famille
Annie Besant, issue d'une famille anglo-irlandaise de la classe moyenne, est née à Londres le 1er octobre 1847. Son père, William Burton Persse Wood appartenait à une bonne famille du Devon. Matthew Wood, grand-oncle d'Annie, fut Sheriff et lord-maire de la Cité de Londres puis Membre du Parlement pour cette même City à partir de 1817. Il est resté célèbre pour avoir pris la défense de la reine Caroline lors de son procès en divorce puis du duc de Kent, le père de la reine Victoria, qui lui accorda le titre de baronnet. Ses fils firent des carrières brillantes dans l'Église anglicane, l'armée, la justice, les finances et au Parlement. Le grand-père d'Annie était en revanche issu de la branche cadette, moins fortunée. Il se maria avec une Irlandaise et s'installa à Galway où naquit le père d'Annie,,.
Le père d'Annie, William Wood, fit des études de médecine au Trinity College de Dublin et épousa lui aussi une Irlandaise, Emily Morris. Touchés indirectement par la famine des années 1840, le couple quitta l'Irlande pour Londres où William Wood abandonna la profession de médecin pour un emploi de secrétaire dans la City. Installés dans le quartier de St. John's Wood, ils eurent trois enfants : Henry, Annie et Alfred,.

### Enfance
Le père d'Annie mourut alors qu'elle avait cinq ans. S'il avait abandonné la pratique de la médecine, il accompagnait parfois ses amis médecins. Il se blessa au doigt en disséquant une personne morte de tuberculose osseuse et contracta lui aussi la maladie dont il finit par mourir en 1852. Quelques mois plus tard, Alfred, le plus jeune des enfants, décéda à son tour,.

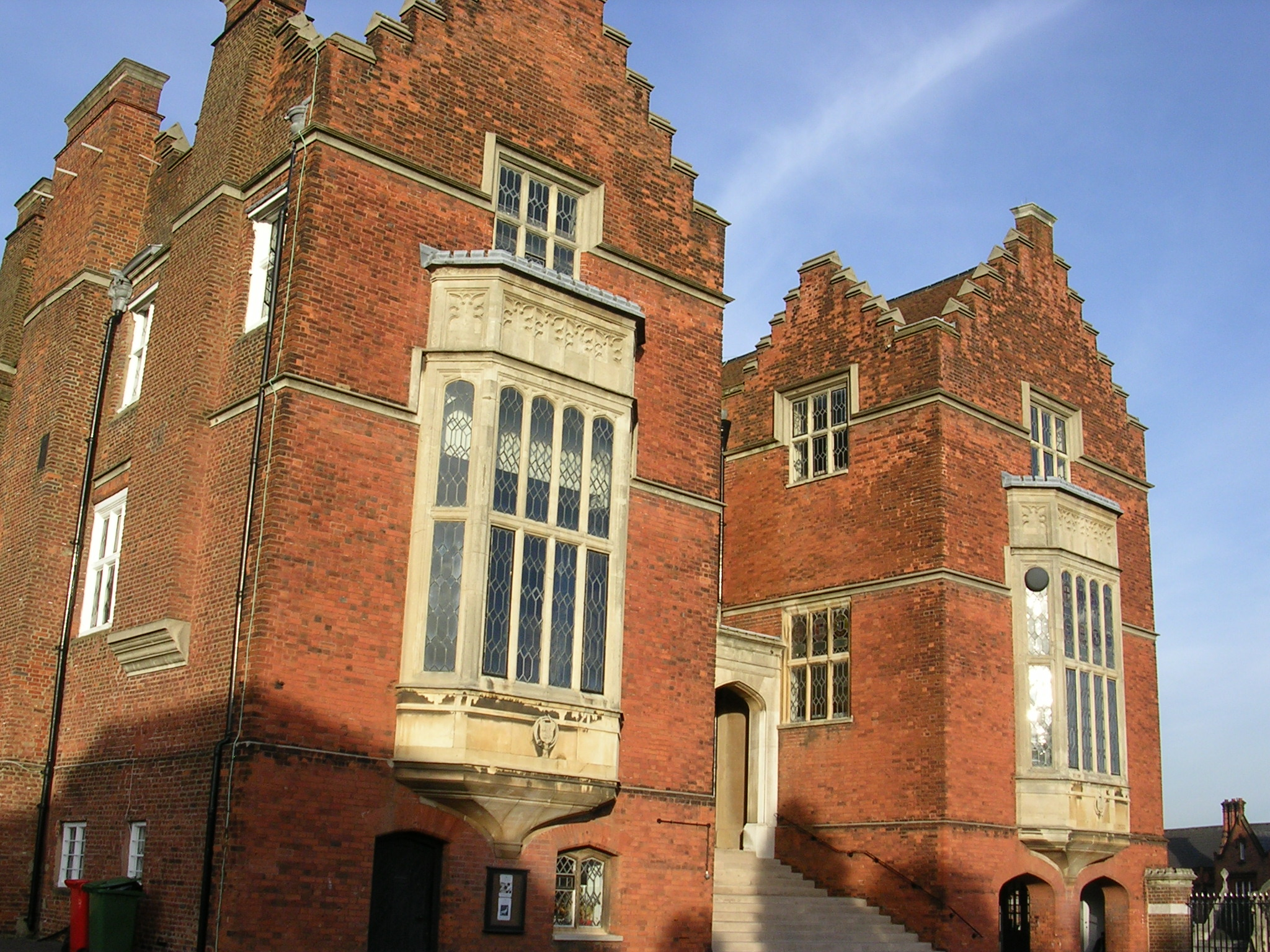
Bâtiment de la public school de Harrow.

William Wood laissa sa famille sans ressources. Celle-ci partit d'abord pour un quartier bien moins huppé que celui où elle avait jusque-là habité : Richmond Terrace, à Clapham, banlieue de Londres au sud de la Tamise où était déjà installé le reste de la famille irlandaise. Une des dernières volontés de William Wood était que son fils Henry fît du droit. Pour la respecter, Emily Wood s'installa bientôt à Harrow, où se trouve la célèbre public school du même nom. Elle voulait que son fils pût y entrer en bénéficiant des frais d'inscription réduits pour les habitants de la ville. Elle y ouvrit une pension pour les élèves de l'école à l'automne 1855 afin de gagner sa vie. L'année suivante, Annie fut confiée à Ellen Marryat, sœur de Frederick Marryat et tante de Florence Marryat. Cette femme de 41 ans fortunée et charitable se chargerait de son éducation, en même temps que celle d'une de ses nièces, Amy Marryat. Annie Besant dans son autobiographie raconte qu'elle eut le cœur brisé de quitter sa mère pour aller s'installer dans le Dorset, à Fern Hill près de Charmouth. Elle reconnaissait aussi tout ce qu'elle devait à Ellen Marryat qui lui donna une solide éducation. Elle apprit ainsi la géographie, le latin et diverses langues étrangères dont le français et l'allemand. Miss Marryat avait une conception de l'enseignement assez différente de ce qui se faisait à l'époque : elle ne croyait pas en l'apprentissage par cœur ; elle préférait que ses élèves apprissent par elles-mêmes. Ainsi, elles devaient exprimer leurs propres pensées dans les compositions qui leur étaient données. L'éducation religieuse était cependant très fortement présente, Miss Marryat étant très marquée par le courant évangélique, mais cela convenait à Annie qui était alors très pieuse et très curieuse des Écritures,,,,.

### Adolescence
En 1861, Ellen Marryat décida de voyager à travers l'Europe avec Annie alors âgée de treize ans, son neveu et une nouvelle protégée Emma Mann (nièce du principal de Harrow et d'Arthur Penrhyn Stanley). Ils passèrent plusieurs mois à Bonn puis s'installèrent à Paris pour sept mois où aux leçons quotidiennes s'ajoutèrent les visites des musées et églises. Annie y découvrit le catholicisme et principalement ses messes qui lui plurent beaucoup plus que l'évangélisme austère auquel elle était habituée. Elle pensa se convertir avant de se rapprocher du courant « High Church » au sein de l'anglicanisme. Celui-ci, dit parfois anglo-catholicisme, était très proche des rites catholiques. Au printemps 1862, elle reçut cependant sa confirmation anglicane de l'évêque (anglican) de l'Ohio, alors à Paris. Elle raconte qu'elle se sentit à cette occasion comme touchée par le Saint-Esprit. De retour en Angleterre, Ellen Marryat entreprit de donner de plus en plus de latitude intellectuelle à sa pupille avant de lui permettre de retourner chez sa mère, à Harrow, à quinze ans et demi,,,.
Là, elle poursuivit son éducation grâce à la bibliothèque de la public school tout en ayant une vie sociale un peu plus développée. Elle continua à lire des ouvrages en français et en allemand et lut aussi Homère, Dante ou Platon. Elle accepta des invitations à des parties de croquet et à des bals, où elle rencontra les amis de son frère. Elle aurait plu à un certain nombre d'entre eux, mais elle était alors plus intéressée par la religion que par les garçons. Elle se rapprocha de plus en plus du catholicisme, se mit à se signer et à communier toutes les semaines et tenta même l'auto-flagellation. Cependant, elle ne se convertit pas, préférant toujours le Mouvement d'Oxford (autre nom du mouvement « High Church »). Elle décida aussi, comme le lui avait enseigné Ellen Marryat, d'aller voir par elle-même aux sources. Elle étudia alors les écrits des Pères de l'Église, principalement Origène, saint Jean Chrysostome et saint Augustin. Elle y découvrit les concepts, acceptés ou condamnés, de transmigration des âmes, d'accès à Dieu par la connaissance, des vertus du célibat, de la magie, du pouvoir des images et des idoles, de la signification des nombres ou des incantations. Elle découvrit par ailleurs la mythologie grecque, mais aussi la magie chaldéenne, le brahmanisme, le culte d'Isis et Hermès Trismégiste. À Pâques 1866, la ferveur chrétienne d'Annie atteignit un paroxysme. Elle parcourut en esprit les stations du chemin de Croix. Afin de mieux comprendre la Semaine sainte, elle entreprit de comparer les différentes versions des Évangiles et fut alors surprise par les incohérences du texte. Elle rejeta cependant ses doutes. Ce fut dans cet état d'esprit qu'elle rencontra son futur mari,,,.

## Mariage malheureux

### Fiançailles
Annie Wood rencontra Frank Besant à l'église de Clapham dont dépendait sa famille et où il officiait provisoirement à Noël 1865 puis à nouveau à Pâques 1866. Sa mère, jugeant que le jeune pasteur pouvait être un prétendant convenable pour sa fille, l'invita à passer une semaine durant l'été avec elles. Annie discuta de longs moments avec lui. Cependant, alors qu'il considérait que lors de ces discussions il lui faisait la cour, Annie, elle, n'en avait pas même l'idée. Aussi, fut-elle complètement surprise lorsqu'il la demanda en mariage à la fin de la semaine. Elle ne sut quoi répondre et il prit son silence pour une réponse positive. Il considérait aussi qu'il devait épouser Annie car les longs moments qu'il avait passés seul avec elle pouvaient compromettre l'honneur de la jeune fille. Fils d'un marchand de vin et frère de l'écrivain Walter Besant, Frank Besant avait 25 ans et était alors instituteur à Clapham où en tant que futur pasteur anglican, il remplaçait parfois des pasteurs responsables de cure afin d'arrondir ses fins de mois. Issu d'une famille très anglicane, il avait fait ses études dans des établissements profondément anglicans eux aussi (King's College de Londres et Emmanuel College à Cambridge). Il se spécialisa en mathématiques et dès sa sortie de l'université, il retourna dans son ancienne grammar school enseigner les mathématiques tout en espérant être rapidement ordonné prêtre. Il était très timide et par conséquent considéré comme très cassant,,.
La demande en mariage, réitérée à Londres, fut acceptée par la mère d'Annie puisqu'elle l'avait plus ou moins suscitée. La jeune femme accepta elle aussi, mais en conçut du ressentiment contre sa mère. Annie passa la fin de l'été à voyager en Suisse avec la famille de William Prowting Roberts. Cet avocat s'était engagé dans la cause chartiste puis pour la défense des conditions de travail et de vie des mineurs et des classes populaires urbaines en général. Il fit découvrir la question ouvrière à Annie lors de leurs conversations. Elle conçut alors que ce dont les classes populaires avaient besoin n'était ni la pitié ni la charité, mais la justice. Lorsqu'elle rendit visite aux Roberts, à l'été 1867, à Manchester, peu de temps avant son mariage, elle assista aux manifestations autour du procès puis de la condamnation à mort des membres de l'Irish Republican Brotherhood. Ces expériences d'une foule en colère et de ce qu'elle considéra comme un verdict injuste, la marquèrent pour le reste de sa vie,,.
À l'automne 1866, Annie essaya de rompre ses fiançailles. Sa mère l'en dissuada avec deux arguments principaux : en tant que femme de pasteur, Annie serait en position idéale pour faire le bien et de toute façon, elle n'avait pas réellement d'autre perspective que le mariage. Elle l'accepta finalement. De plus, Frank venait d'être ordonné prêtre. Il était devenu, selon les mots d'Annie, « un être semi-angélique » qui pouvait répondre aux aspirations spirituelles de la jeune femme alors : il serait son époux terrestre comme Jésus était pour elle son époux céleste,,.
Le 21 décembre 1867, Annie Wood épousa Frank Besant à St Leonards-on-Sea où s'était installée sa mère, près d'Hastings. La nuit de noces fut une abomination pour la jeune femme qui n'avait aucune idée de ce qui se passerait. Elle la ressentit comme un véritable viol et n'en retira que du dégoût et de la peur,,.

#### Autorité victorienne du mari

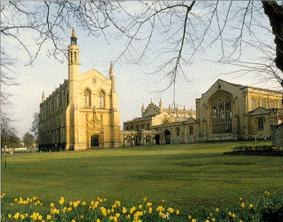
Le Cheltenham college.

Le couple s'installa à Cheltenham en janvier 1868. Frank Besant avait obtenu un poste d'enseignant de mathématiques au Cheltenham college, une public school, et Annie s'occupa d'une pension pour les élèves, comme sa mère l'avait fait à Harrow. Elle eut du mal à s'intégrer dans le groupe des épouses d'enseignants : elles ne faisaient que « parler de domestiques et de bébés ». De plus, toute l'école était « Low Church » alors qu'elle était, elle, « High Church ». Annie Besant avait une impression de plus en plus forte d'isolement intellectuel. En réalité, certaines de ces femmes et de leurs filles étaient au moins aussi éduquées qu'elle, voire se battaient pour le droit à l'éducation des femmes. Il semblerait que son mariage ait eu une influence défavorable sur son moral et son état d'esprit,.
La pension ne l'intéressait guère et elle se montra peu douée pour la gestion de la maison (tâches ménagères et domesticité). Il semblerait qu'elle ait laissé faire son mari (très autoritaire) afin de ne pas tout à fait devenir une « femme au foyer ». Elle passait ses journées à s'ennuyer, d'autant plus que l'étiquette ne lui permettait pas de sortir seule. Les relations de couple étaient très tendues. En février 1870, selon un affidavit de 1878, Frank la frappa en lui hurlant de rentrer chez sa mère,.
Annie Besant se tourna à nouveau vers la lecture puis vers l'écriture : des pamphlets religieux que son mari appréciait peu car ils étaient trop « High Church » ; un livre sur la spiritualité qui semble avoir été accepté mais ne fut finalement jamais édité ; un roman qui fut rejeté car trop politique et une nouvelle qui fut publiée dans le Family Herald, un « magazine d'informations domestiques ». Elle gagna alors 30 shillings, les premiers revenus de sa vie. Ils furent immédiatement récupérés par son époux. La loi disposait en effet que les revenus de la femme appartenaient à son mari, son « propriétaire » comme se mit alors à dire Annie. Elle déclara qu'elle n'avait pas besoin de cet argent, mais qu'elle fut choquée d'apprendre qu'il n'était pas à elle du tout,.

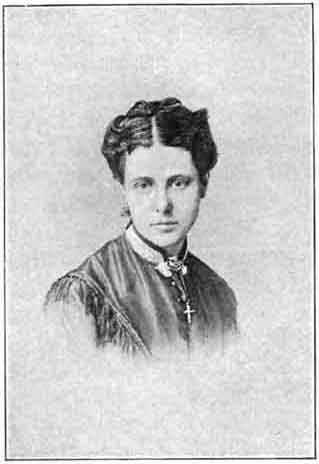
Annie Besant en 1869

Elle eut avec lui deux enfants : Arthur Digby, né le 16 janvier 1869 et Mabel Emily, née le 28 août 1870. Elle souffrit beaucoup durant ses grossesses. La seconde fut même plus difficile, car elle arriva très vite alors qu'elle était à peine remise de la première. Elle s'occupa elle-même de ses enfants : le couple ne pouvait se permettre une nourrice. Il semblerait que la violente dispute de février 1870 fût liée à une demande d'Annie de ne plus avoir d'autres enfants, pour des raisons matérielles. La seule véritable contraception pour un pasteur anglican était l'abstinence ; or, il semblerait que Frank ait pris très à cœur de forcer son épouse à l'accomplissement du « devoir conjugal ». Elle se remit difficilement de son second accouchement, tandis que les disputes se faisaient de plus en plus régulières et de plus en plus violentes. Dans l'affidavit de 1878, elle l'accusa de cruauté ; il expliqua que son attitude à elle justifiait sa conduite à lui,,,.
En 1871, Mabel tomba très gravement malade. Annie Besant s'épuisa à la soigner puis fit une dépression. Elle perdit alors la foi face aux épreuves et injustices que lui envoyait Dieu. Dans les mois qui suivirent, son mari essaya de la lui faire retrouver, luttant contre ce qu'il appelait ses « doutes » et lui présentant un autre pasteur anglican de Cheltenham qui lui servirait de guide spirituel. Celui-ci ne put rien faire : les solutions anglicanes, comme le repentir qu'il proposait, n'avaient plus aucun écho en Annie qui désirait alors trouver une autre voie d'accès à la connaissance de Dieu. Pour lutter contre sa dépression et distraire son esprit de ses angoisses existentielles, son médecin lui suggéra de lire des ouvrages de science, d'anatomie et de physiologie. Finalement, pour lui changer définitivement les esprits, Frank quitta son poste d'enseignant à Cheltenham College pour prendre une cure qu'un cousin de son épouse, William Wood, lui avait obtenue à Sibsey, un tout petit village dispersé, d'un millier d'habitants, dans le Lincolnshire. Dans ce petit village, sans vie sociale, Annie était plus libre que dans la ville de Cheltenham et pouvait sortir sans risquer de se compromettre,,,,.

#### Rupture

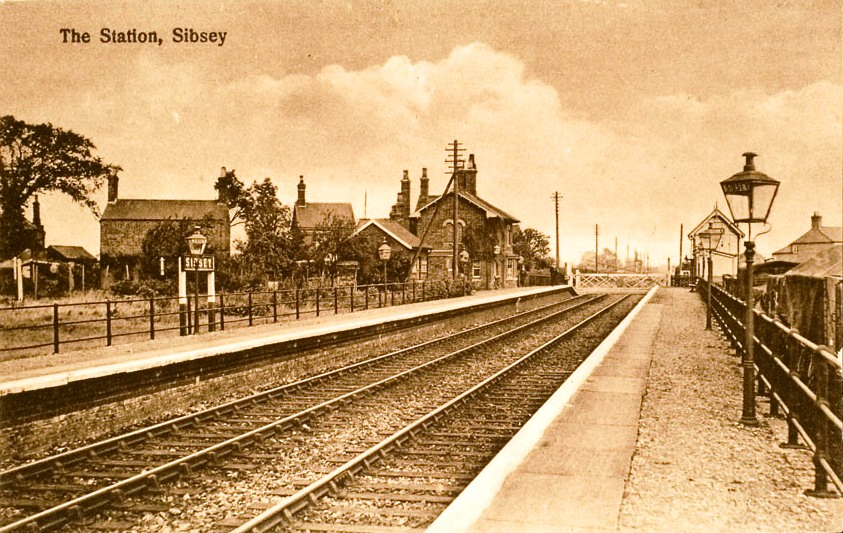
La gare de Sibsey.

À Sibsey, elle remplit ses fonctions d'épouse de pasteur en rendant des visites caritatives aux pauvres et aux malades. À nouveau, elle fut confrontée à la misère populaire renforcée alors par de mauvaises récoltes sans que le propriétaire (absent) ait baissé les loyers. De plus, les ouvriers agricoles qui prenaient contact avec les syndicats perdaient définitivement toute possibilité de trouver du travail. Dans son Autobiographie, Annie Besant dit qu'elle apprit beaucoup politiquement à ce moment-là. Elle se posa à nouveau la question de sa foi. Elle se remit à lire de la théologie et découvrit les ouvrages de Matthew Arnold et son idée de morale comme religion. Ces lectures déplurent à son époux qui se remit à la frapper, au point qu'en juin 1872, elle s'enfuit et retourna chez sa mère à Londres,,.
Là, elle alla écouter les prêches de Charles Voysey, un pasteur anglican qui venait d'être condamné pour hérésie par le Privy Council. Il refusait les idées de péché originel et de châtiment éternel ainsi que la divinité du Christ et le repentir. Il déclarait aussi que la Bible n'était pas la parole divine. Après avoir quitté l'Église anglicane, il fonda une Église théiste. Annie se lia d'amitié avec lui. Voysey lui présenta diverses personnalités libres-penseurs de Londres, comme l'éditeur Thomas Scott qui publiait des pamphlets rationalistes ou républicains, l'indianiste John Muir, le réformateur socialiste Charles Bray ou l'évêque du Natal, John William Colenso, défenseur de la cause des Zoulous. Lorsque Frank l'apprit, sa colère ne fit que croître,,,.
Le fait que l'épouse d'un pasteur ait perdu la foi posait un gros problème social. Elle fit une dernière tentative et réussit à rencontrer Edward Bouverie Pusey, un des maîtres à penser du mouvement d'Oxford. Mais, personnalité intransigeante, Pusey se heurta de front avec elle et lui dit : « No, no, you have read too much already ; you must pray, you must pray. » (« Non, non, vous avez déjà trop lu ; vous devez prier maintenant, vous devez prier. »),.
Elle retourna à Sibsey à l'automne. Les époux s'installèrent dans deux pièces séparées de la maison. Elle reprit ses activités caritatives durant l'hiver : la région était en proie à une épidémie de typhoïde et Annie Besant, par sa dévotion aux malades, gagna le respect des villageois malgré le caractère choquant pour eux de son attitude à l'église. En effet, elle quittait l'office quand celui-ci évoquait des aspects de l'anglicanisme auxquels elle ne croyait plus, comme la communion. Elle s'enfermait parfois seule dans l'église vide et y prêchait. Les mots lui venant naturellement et sans effort, elle comprit alors qu'elle était douée pour les discours. Elle publia deux pamphlets avec pour seul nom d'auteur « épouse d'un ecclésiastique ». Cela irrita fortement son époux, notamment parce qu'ils étaient préfacés par Voysey : Frank Besant craignait en lui étant associé, même via son épouse, de se voir retirer sa cure. Il aurait été encouragé en ce sens par son frère aîné qui lui avait peur de perdre la protection de ses propres employeurs,,.
Le 20 juillet 1873, elle quitta Sibsey et son mari. La famille Besant lui fit savoir que la rupture était définitive. Elle entrait en marge de la société victorienne. Elle s'installa à Londres chez son frère et sa mère. Là, elle fit une nouvelle dépression nerveuse. En septembre, Frank Besant vint faire un scandale qui poussa Henry Wood à entamer une procédure de séparation entre sa sœur et son beau-frère car un divorce était hors de question pour le pasteur Frank Besant. La séparation fut prononcée le 25 octobre 1873. Elle divisait la garde des enfants : Mabel à Annie et Digby à Frank. Ce dernier avait d'abord refusé l'arrangement, mais céda finalement lorsqu'on menaça de révéler son attitude vis-à-vis de son épouse : la cruauté était une cause de divorce acceptée. Il consentit également à lui verser une pension (110 £, soit le quart de son revenu). Après avoir quitté son mari, Annie dut quitter aussi le domicile de son frère, dans la mesure où il exigeait lui aussi qu'elle rompît tout contact avec Voysey. Restant mariée, Annie Besant conserva son nom de femme mariée (comme la loi l'y obligeait), elle en changea simplement la prononciation,,,,,.

## Féministe et socialiste

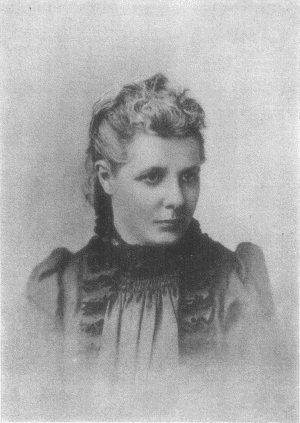
Annie Besant

### Difficultés matérielles
Sans revenu, Annie Besant dut chercher du travail d'autant plus que ses relations lui fermèrent leur porte, en raison du scandale moral et religieux qu'elle avait causé. Après diverses tentatives infructueuses, elle fut accueillie finalement par un couple américain installé à Londres, Ellen et Moncure Daniel Conway. Ce dernier avait été un ardent défenseur de Voysey et se sentait en partie responsable de la situation d'Annie Besant. Elle travailla un temps avec lui, l'aidant en traduisant des ouvrages allemands dont il avait besoin pour la rédaction d'un des siens. Puis, elle fut engagée comme gouvernante chez un pasteur de Folkestone. En avril 1874, sa mère Emily Wood, tomba gravement malade et Annie se rendit à ses côtés pour l'assister dans ses derniers instants. Sur son lit de mort, sa mère tenta de la faire revenir dans le giron de l'Église anglicane et de lui faire à nouveau accepter la communion. Elle accepta la communion, administrée aux deux femmes par Arthur Penrhyn Stanley, les autres pasteurs appelés ayant refusé,.
Après le décès de sa mère, pour payer le loyer de ses deux pièces sur Colby Road, Annie Besant écrivit de nombreux pamphlets pour l'éditeur Thomas Scott. Elle signa de son nom de femme mariée et s'y déclarait théiste. Elle passait ses journées à travailler dans la « reading room » de la British Library. Elle prit aussi contact avec la National Secular Society de Charles Bradlaugh avec qui elle se lia d'amitié. Elle évolua alors vers l'athéisme. Le 25 août 1874, malgré l'opposition de son mari, elle donna sa première conférence, intitulée « The Political Status of Women »,,,.

### Engagement séculariste

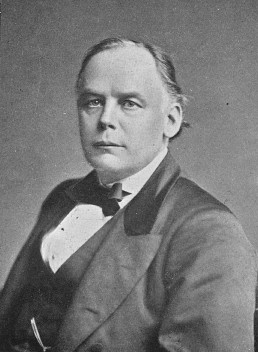
Charles Bradlaugh

Charles Bradlaugh lui proposa alors de contribuer, pour une guinée par semaine, au National Reformer, l'hebdomadaire de la société séculariste (National Secular Society) qu'il avait fondée en 1866. Ce travail et ce salaire lui assuraient non seulement une indépendance financière, mais aussi le début de la carrière intellectuelle qu'elle envisageait. Le 30 août 1874, elle adopta pour son premier article le pseudonyme qu'elle utiliserait dorénavant : « Ajax ». Elle écrivit sur de nombreux sujets. Elle couvrit par exemple en octobre 1874, la campagne électorale pour une élection législative partielle à Northampton à laquelle se présentait Bradlaugh. Ses articles décrivaient la misère ouvrière de la ville. Dans d'autres, elle attaquait les membres des clergés opposés à la libre-pensée ou les hommes politiques opposés aux réformes. Elle continua également à prononcer des conférences, tâche qu'elle considérait comme essentielle à son travail de propagande pour la libre-pensée et la réforme sociale. Elle y était annoncée en tant que « célèbre Ajax »,,,,.
Au début de l'année 1875, elle publia un nouveau pamphlet : On the Nature and Existence of God (De la Nature et de l'existence de Dieu). Elle y écrivait que nul n'avait jamais encore eu de preuves de l'existence d'un dieu. Elle critiquait aussi les prêtres et les religions qui n'étaient capables selon elle de ne produire que des dégâts et du désespoir. Elle y considérait que la morale devait être séparée de la religion et ne venir que de la réflexion et l'expérience. Elle rejetait la prière à Dieu mais considérait qu'admirer la grandeur, la beauté et l'ordre du monde était une sorte de prière. Annie Besant considérait l'athéisme non seulement comme une libération du joug de la religion, mais aussi comme une véritable morale. Elle craignait en effet que celle-ci ne disparût avec la religion car, au moins en Occident, la morale n'était fondée que sur la Bible. Elle souhaitait donc la mise en place d'une morale fondée sur la science et donc conforme aux exigences de la Nature. Afin d'y parvenir, elle s'intéressa alors à la philosophie positiviste d'Auguste Comte.
La même année, elle fit une tournée de conférences à travers le Royaume-Uni pour la National Secular Society. Elle appréciait de plus en plus de parler en public, chose pour laquelle elle se révélait aussi de plus en plus douée. Elle fut cependant attaquée verbalement par des spectateurs à Leicester, qui lui reprochèrent ses liens avec Bradlaugh. Les critiques reposaient sur un compte-rendu favorable écrit par ce dernier dans le National Reformer à propos de l'ouvrage Physical, Sexual and Natural Religion de George Drysdale qui défendait « l'amour libre » en considérant que tous les organes du corps devaient être régulièrement exercés pour rester en bonne santé. Bradlaugh fut alors la cible de nombreuses critiques qui rejaillirent sur Annie Besant, une femme dont le statut marital et sexuel n'était pas clair pour ses adversaires. De plus, Bradlaugh était séparé de son épouse. S'il semble qu'Annie Besant ait pu avoir une certaine attirance pour Bradlaugh, celui-ci avait alors une relation stable avec une vicomtesse française, Mme Mina de Brimont-Brissac souvent citée dans ses lettres, alors qu'Annie Besant en est absente. Cependant, la réputation d'Annie Besant en souffrit. Cette situation, ajoutée à son athéisme, poussa Frank Besant à refuser de rendre à sa mère sa fille Mabel, âgée de cinq ans, dont elle avait pourtant la garde à la fin de son séjour chez lui pendant l'été. Elle tenta d'aller la reprendre à Sibsey avec l'aide de Bradlaugh, sans effet. Elle menaça ensuite son mari d'un procès et retrouva sa fille,.

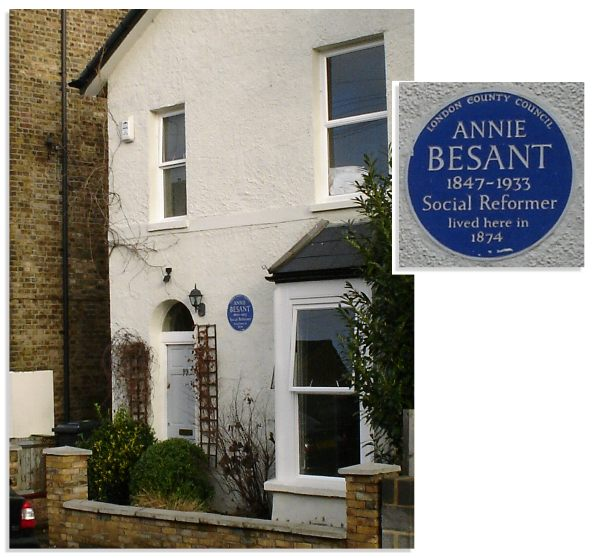
La résidence londonienne d'Annie Besant au début des années 1870.

À nouveau, elle tenta de fuir ses problèmes personnels en se réfugiant dans le travail. Elle se lança alors dans la rédaction de longs articles pour le National Reformer sur la Révolution française qu'elle considérait comme le deuxième plus important événement de l'histoire humaine, après la naissance du Christ. Au printemps 1876, elle entreprit avec Bradlaugh une longue tournée de conférences sur la libre-pensée durant laquelle le public et les journaux la considérèrent comme la « plus venimeuse » des deux. Un fort mouvement se développa alors pour l'empêcher de continuer à parler. Cette opposition (issue des milieux religieux) était très organisée, ce qui indique que la campagne menée par les libre-penseurs avait de l'effet : les opposants se rendaient au préalable dans les villes où Annie Besant devait parler pour préparer les attaques du public, toujours centrées autour de Physical, Sexual and Natural Religion et pouvant aller jusqu'à la violence physique,.
Entre la pension que lui versait son mari, son salaire au National Reformer, les profits générés par ses conférences ainsi que, semble-t-il, une aide financière de la part de la branche aisée de la famille Wood qui désirait que la petite Mabel ne vécût pas dans la pauvreté, Annie Besant réussit à retourner dans le quartier de son enfance (St. John's Wood) où elle loua, avec sa tante maternelle, une maison avec jardin et écurie où elle logeait une jument,.
Au printemps 1876 toujours, Annie Besant participa à la campagne républicaine contre la liste civile de la famille royale en cherchant à recueillir le maximum de signatures (finalement un peu moins de 103 000) pour une pétition la dénonçant. Elle attaqua ensuite dans ses articles et ses pamphlets la politique extérieure, principalement concernant la « Question d'Orient », de Benjamin Disraeli, le Premier ministre conservateur. Au contraire, elle vantait les mérites de son adversaire libéral, William Gladstone. Celui-ci l'en remercia chaudement.

### Limitation des naissances

#### «Le procès Knowlton»
Bradlaugh et Besant créèrent le 20 janvier 1877 une maison d'édition Freethought Publishing Company, destinée spécifiquement à rééditer The Fruits of Philosophy, un pamphlet écrit en 1832 par Charles Knowlton. Ce médecin américain y justifiait le contrôle des naissances et, surtout, décrivait des méthodes pour y parvenir. L'ouvrage avait été condamné aux États-Unis pour indécence, mais son succès était resté constant au Royaume-Uni. Il semblerait que Bradlaugh et Besant aient désiré un procès afin d'en faire une tribune pour la cause néo-malthusienne. La première réédition parut le 23 mars 1877, ils vendirent cinq cents exemplaires en vingt minutes. Même après le début du scandale et la campagne de presse contre l'ouvrage, ils continuèrent à le vendre en grand nombre, principalement dans les milieux pauvres, mais aussi à des épouses d'ecclésiastiques,,,,,.

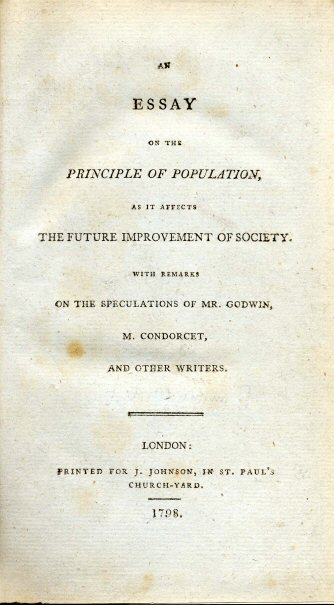
Thomas Malthus, An Essay on the Principle of Population.

Bradlaugh et Besant en firent livrer directement au tribunal et à la police. La semaine suivante, ils se rendirent au poste de police pour demander pourquoi ils n'avaient pas encore été inquiétés,. Le 7 avril 1877, ils furent finalement arrêtés. Les deux éditeurs étaient accusés de corrompre la jeunesse en l'incitant à « des pratiques indécentes, obscènes, contre nature et immorales ». Bradlaugh qui maîtrisait le droit décida de se défendre lui-même. Annie Besant décida de l'imiter. Ses amis, Bradlaugh compris, tentèrent de l'en dissuader : cela ne serait pas convenable pour une « lady » et son mari risquerait d'utiliser les débats contre elle,. Elle prépara sa défense en comparant les Fruits of Philosophy avec des textes médicaux et les écrits d'auteurs, comme John Stuart Mill, qui s'accordaient avec Malthus sur la nécessité de limiter la croissance de la population, mais sans entrer dans les détails « techniques ».
L'accusation fut conduite par le Solicitor General, le numéro 2 de la justice britannique, Hardinge Giffard. Selon le ministère public, l'ouvrage, défendant la contraception, incitait à l'amour libre, à l'abandon de la chasteté et donc à la fin de la civilisation. Annie Besant se défendit en déclarant que c'était calomnier les femmes de Grande-Bretagne de considérer que la seule raison pour laquelle elles seraient chastes était la peur de la maternité. Elle ajouta que les femmes qui désiraient avoir une sexualité hors mariage étaient déjà suffisamment dépravées et n'avaient pas besoin des Fruits of Philosophy. Il s'agissait ici pour elle de bien marquer sa désapprobation de la prostitution. Elle devint la première femme à publiquement défendre le contrôle des naissances en insistant sur le fait qu'une information sur celui-ci (dans le cadre du mariage donc) était nécessaire. Elle cita les témoignages qu'elle avait reçus de femmes mariées qui vivaient dans l'angoisse de leur prochaine grossesse durant laquelle elle risquaient leur vie. Elle évoqua les quartiers misérables peuplés d'enfants mourant de faim. Elle récusa l'accusation d'« obscénité », déclarant qu'il n'y avait pas eu intention de nuire, élément essentiel dans ce type d'accusation. Elle insista enfin sur le fait que les ouvrages médicaux, comme le livre de Knowlton, devaient nécessairement être exclus d'accusation d'obscénité. Elle ne demandait que le droit de rendre public le débat sur la limitation de la population. En tant que mère d'une petite fille, elle ne voulait pas, dit-elle, que celle-ci restât trop longtemps ignorante des fonctions des organes sexuels, peut-être ici inspirée par sa propre expérience malheureuse. Elle termina sa défense en demandant au jury de ne pas l'envoyer en prison, au milieu de femmes perdues dont le simple contact serait pour elle une souffrance. Ici encore, il s'agissait de condamner la prostitution,,.
Finalement, le jury, très partagé, déclara le livre condamnable, mais exonéra les accusés de toute volonté de nuire. Le verdict fut mis en délibéré. Le lendemain même, Besant et Bradlaugh tinrent une conférence au cours de laquelle ils vendirent ouvertement les Fruits of Philosophy. Aussi, lorsque la sentence fut prononcée, le juge se montra plus sévère que prévu. Ils furent condamnés à six mois de prison et 200 £ d'amende avec interdiction de continuer à vendre le livre. La sentence fut suspendue en attendant que la Court of Error (équivalent de la Cour de Cassation) ait statué sur un vice de forme : on n'avait pas notifié aux accusés les passages « obscènes » qui étaient la cause du procès (le juge avait déclaré que tout le livre était obscène et avait refusé de le lire),,.
Finalement, en janvier 1878, la Court of Error cassa le verdict. Le ministère public décida de ne pas relancer de procédure. De même, Besant et Bradlaugh retirèrent discrètement l'ouvrage du catalogue de la Freethought Publishing Company et le remplacèrent par l'ouvrage qu'Annie Besant avait entre-temps rédigé : Law of Population. Le procès eut cependant pour conséquence ultime une scission dans la National Secular Society. Ceux qui considéraient que Besant et Bradlaugh étaient allés trop loin quittèrent le mouvement pour fonder la British Secular Society,,.

#### Poursuite de la lutte
Annie Besant persista dans son engagement pour la limitation des naissances. Elle adhéra ainsi à la Ligue malthusienne dont elle devint rapidement Secrétaire. Elle publia en octobre 1877 un essai sur ce sujet : Law of Population: Its Consequences, and Its Bearing upon Human Conduct and Morals, dont elle vendit 40 000 exemplaires en trois ans. Un de ses arguments était la situation en Inde. L'augmentation de la population, due à une amélioration des conditions de vie, n'était pas contrôlée et les famines se multipliaient. Au passage, elle rappelait que l'année des pires famines (1876) avec 500 000 morts était aussi l'année où Disraeli avait proclamé Victoria Impératrice des Indes ; la politique était donc toujours présente. Elle décrivait ensuite très clairement des techniques anticonceptionnelles tout en condamnant l'avortement (criminel selon elle) et le célibat (non-naturel),,.
La relation professionnelle entre Annie Besant et Charles Bradlaugh devint plus étroite à cette époque. Ils habitaient dans le même quartier et passaient leur journée à travailler dans le bureau d'Annie Besant, dînaient souvent ensemble mais Bradlaugh rentrait chez lui tous les soirs. Leur proximité cependant permettait, d'autant plus qu'ils s'étaient rendus célèbres par le « procès Knowlton », le développement d'une campagne de commérages. Tous leurs amis, comme Moncure Daniel Conway, témoignèrent plus tard que leur relation avait toujours été chaste. Il semblerait par ailleurs que son expérience maritale malheureuse ait définitivement dégoûté Annie Besant de toute vie sexuelle.
Annie Besant continuait aussi ses tournées de conférences où elle était accueillie en héroïne et quasiment adulée. Ainsi, à Northampton le 4 août 1877, une jeune femme lui baisa le bas de la robe. Son public, de plus en plus nombreux, était aussi de plus en plus divers politiquement et socialement. Elle élargit alors son discours : en plus du sécularisme et de la limitation des naissances, elle se déclarait opposée à l'impérialisme et partisane de la paix, de la justice sociale et de la fraternité.

#### Perte de la garde de sa fille

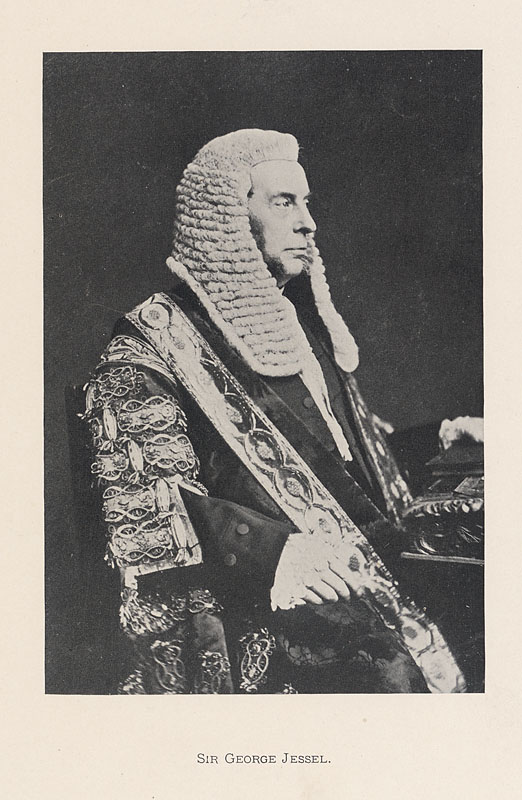
Sir George Jessel.

Les conférences, les publications, le procès et les rumeurs autour de la relation entre Annie Besant et Charles Bradlaugh, offrirent à Frank Besant le prétexte pour demander en mai 1878 devant la justice à récupérer la garde de sa fille Mabel. Besant et Bradlaugh décidèrent à nouveau d'utiliser le procès pour faire avancer la cause des femmes et celle de la libre-pensée. Par ailleurs, les décisions de justice seraient importantes car le procès était le premier depuis la nouvelle loi (1873) concernant la garde des enfants : elles feraient donc jurisprudence. Le procès fut donc confié à George Jessel, le Master of the Rolls. Dès le début, celui-ci se montra hostile à Annie Besant : il considérait qu'il était « impropre » pour une « lady » de se défendre elle-même et surtout, il n'appréciait pas la publicité qu'elle voulait donner au procès,.
Le débat porta principalement sur la question de son attitude vis-à-vis de la religion puis sur sa capacité à élever une jeune fille, à la lumière du procès Knowlton puis de Law of Population. Annie Besant se défendit en affirmant qu'elle n'avait jamais eu l'intention d'expliquer les moyens de limiter les naissances à une enfant et que si elle avait fait excuser sa fille des cours de religion à l'école et ne lui avait pas fait encore lire la Bible, c'était qu'elle voulait qu'elle fût en âge d'en comprendre la signification. Elle fit remarquer aussi l'ambiguïté de la loi : si elle n'avait pas été mariée à Frank Besant, les enfants seraient uniquement à elle ; mais comme elle était mariée, les enfants appartenaient à leur père. Elle conclut en disant qu'une femme mariée perdait ses droits de mère, alors que la maîtresse d'un homme les conservait,.
Le juge Jessel statua entre autres que, après comme avant la loi de 1873, le père avait légalement la garde de ses enfants ; qu'Annie Besant avait non seulement choisi d'ignorer la religion, mais de rendre ce choix public ; que priver Mabel de toute éducation religieuse était répréhensible et détestable ; qu'enfin, le contenu du livre « obscène », The Fruits of Philosophy reflétait la personnalité réelle d'Annie Besant, qu'aucune femme digne de ce nom ne saurait fréquenter ; en conséquence, il retirait immédiatement Mabel de la garde de sa mère. Au-delà du verdict légal, il y avait là une condamnation sociale faisant d'Annie Besant un paria : aucune femme digne de ce nom ne saurait la fréquenter,,.
Mabel fut immédiatement retirée à sa mère. Frank Besant obtint même une injonction interdisant à son épouse de l'approcher. Elle fit une nouvelle dépression nerveuse et passa plusieurs semaines alitée avec de la fièvre, parfois délirante. Lorsqu'elle fut remise, elle se lança à nouveau à corps perdu dans le travail. Elle prépara ainsi en 1879 un long article pour le National Reformer sur les nécessaires réformes politiques en Inde et Afghanistan. Elle y proposait d'amener rapidement l'Inde au self-government. Elle reprit les mêmes idées lors de son discours inaugural en tant que Présidente de l'Indian National Congress en 1917. Elle décida aussi de s'inscrire au University College de Londres qui venait de changer ses statuts et d'autoriser les femmes, pour y faire son droit afin de mieux défendre ses intérêts et ceux des femmes à l'avenir,,,,.
Annie Besant perdit son procès en appel l'année suivante. Ce fut à cette occasion que l'affidavit concernant la violence de son mari fut rédigé. Il ne nia pas mais n'admit pas non plus les accusations. Annie Besant ne retrouva pas la garde de sa fille. Elle obtint un droit de visite, mais dans des conditions telles qu'elle ne réussit pas à voir ses enfants pendant les dix années qui suivirent. Ils ne virent pas non plus beaucoup leur père qui les plaça en pension. Enfin, elle n'obtint pas non plus le divorce et resta mariée à Frank Besant jusqu'à la mort de celui-ci en 1917,,.

#### Étudiante et éducatrice

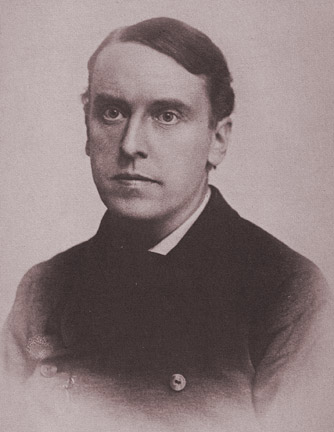
Edward Aveling

Afin de réussir l'examen d'entrée au University College de Londres, Annie Besant dut prendre des cours particuliers pour se remettre à niveau. Son tuteur en sciences, ainsi que celui des filles de Charles Bradlaugh, Hypatia et Alice, qui avaient décidé d'accompagner à l'université l'amie de leur père, fut Edward Aveling. Rapidement, il lui fit partager sa passion pour les sciences et elle abandonna son projet d'étudier le droit pour s'y consacrer. L'influence était réciproque : Aveling insista toute sa vie sur la profonde admiration respectueuse qu'il avait pour Annie Besant. Ainsi, alors qu'il écrivait déjà pour le National Reformer, sous un pseudonyme, il décida, influencé par son élève, à partir de juillet 1879 de signer de son propre nom ses articles et de se déclarer ouvertement séculariste. Il devint bientôt un des principaux orateurs lors des conférences de la National Secular Society et en mai 1880, il en fut élu vice-président. L'engagement séculariste d'Aveling lui causa des difficultés au King's College de Londres où il enseignait la botanique. La Freethought Publishing Company de Besant et Bradlaugh l'engagèrent au Hall of Science (South Kensington), où la NSS organisait un programme d'éducation populaire. Annie Besant, ainsi que les sœurs Bradlaugh, étudièrent et enseignèrent au Hall of Science avec Aveling (Annie Besant enseignait la physiologie, Hypatia Bradlaugh les mathématiques et sa sœur Alice le français). En parallèle, les trois femmes, admises sans problème au University College, s'y distinguèrent immédiatement, recevant des First Class Honours (l'équivalent de mentions Très Bien). Annie Besant excella ainsi en chimie, mathématiques, mécanique, botanique, biologie et physiologie animale. Cependant, afin de ne pas choquer les généreux donateurs, l'université se garda de faire apparaître le nom d'Annie Besant sur les listes affichées des admis,,,,.
Les résultats des cours dispensés au Hall of Science furent tels qu'en 1881, le Parlement britannique leur accorda un financement pour la poursuite de l'œuvre éducatrice, malgré l'opposition de certains députés, en raison du sécularisme des enseignants.

#### Poursuite de la défense de la liberté de pensée
Le 10 février 1880, Besant et Bradlaugh organisèrent une conférence sur la réforme agraire avec Edward Aveling, Stewart Headlam, Joseph Arch ainsi que de nombreux représentants des trades-unions. La discussion s'élargit rapidement aux conditions de vie des classes populaires rurales et urbaines puis à la nécessité de justice sociale en général. L'idée avancée dans les jours précédant la conférence était de redistribuer les immenses jardins de la noblesse et de faire du pays une nation de petits propriétaires exploitants. Cependant, Besant et Bradlaugh se firent déborder d'abord par le London Trades Council qui réclamait la nationalisation des terres puis par la Irish Land League de Michael Davitt, un Fénien de l'Irish Republican Brotherhood, qui dans son discours critiqua très violemment la Chambre des Communes. La conférence décida finalement de créer une Land League, au programme modéré, présidée par Bradlaugh qui y voyait surtout un instrument pour son élection au Parlement. Annie Besant en fut élue vice-présidente. En mars, lors des élections législatives, Charles Bradlaugh fut élu pour Northampton,.

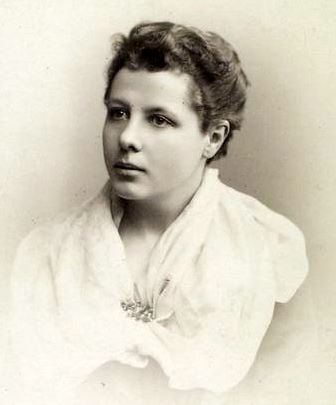
Annie Besant — années 1880

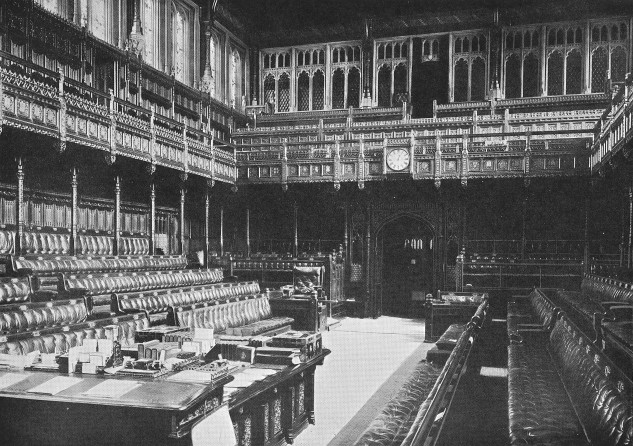
La Chambre des Communes en 1851, avec les galeries du public.

Cependant, un problème se posa dès l'ouverture de la session. Tous les nouveaux Membres du Parlement devaient prêter serment d'allégeance à la Couronne et ce serment comprenait les mots : « So help me God » (« avec l'aide de Dieu »). Le Speaker, Henry Brand déclara qu'un tel serment par un athée déclaré ne pouvait avoir de valeur. Lorsque le Speaker annonça à Bradlaugh qu'il ne serait pas autorisé à prêter serment, celui-ci refusa de quitter la Chambre des Communes, arguant qu'on ne pouvait empêcher un élu de siéger. Il fut immédiatement arrêté et enfermé dans la tour de Big Ben. Annie Besant édita alors dans l'urgence une édition spéciale du National Reformer et un tract (Law Breakers and Law Makers) demandant que la volonté populaire, surtout celle des électeurs de Northampton, fût respectée, sans succès. En mars 1881, Bradlaugh fut finalement démis de son siège par la justice, immédiatement réélu par sa circonscription et les incidents à la chambre se répétèrent. Régulièrement, les rumeurs à propos de la relation entre Bradlaugh et Besant, ainsi que l'immoralité supposée de celle-ci, étaient utilisées contre Bradlaugh élu ou candidat. Un meeting de soutien fut organisé sur Trafalgar Square le 2 août 1881. Annie Besant s'y adressa à une foule estimée à 15 000 personnes. Le lendemain, accompagné d'une foule de supporters qui venait présenter des pétitions en sa faveur, Bradlaugh tenta de prêter serment. L'entrée aux Communes lui fut refusée par la force. Annie Besant fut empêchée par la force d'accéder aux galeries du public. La foule dans le Lobby commença à gronder menaçant de forcer le passage. Annie Besant réussit à la retenir. Finalement, Bradlaugh, après trois nouvelles victoires électorales, et une réforme du fonctionnement parlementaire, réussit enfin à siéger en 1886,,.
Pendant les démêlés politiques et judiciaires de Bradlaugh, dans lesquels elle ne pouvait intervenir, Annie Besant continua le travail en faveur de la libre-pensée. En août 1880, elle se rendit à Bruxelles, au premier congrès de l'Internationale de Libre-pensée dont elle fut élue vice-présidente. Elle rencontra à cette occasion le penseur allemand Friedrich Büchner, un moniste. Il avançait que tout (sur les plans matériel et spirituel) découlait d'une seule source, la matière. Ces idées rejoignaient les réflexions d'Annie Besant qui cherchait toujours une spiritualité qui lui convînt. Büchner et Besant se lièrent rapidement d'amitié : ils correspondirent pendant de nombreuses années et Annie Besant entreprit de traduire en anglais les ouvrages de Büchner, principalement Mind in Animals puis Force and Matter.

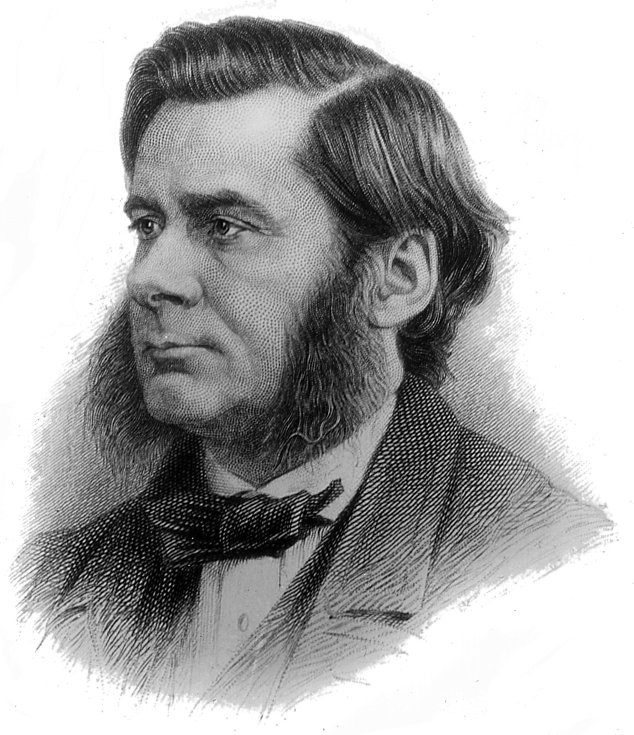
Thomas Henry Huxley

Au printemps 1883, Annie Besant ne put renouveler son inscription au University College, en raison de la « mauvaise influence » qu'elle était supposée avoir sur ses condisciples. Même Thomas Henry Huxley, un de ses tuteurs, déclara ne pas être opposé à son exclusion, non sur des bases religieuses (il était lui-même incroyant), mais pour des raisons morales : la libre-pensée ne signifiait pas l'amour libre. Rosa Morison, la Lady Superintendent le signifia à Annie Besant en lui rappelant les mots de George Jessel, qui était aussi fellow du collège, qu'« aucune femme digne de ce nom ne saurait la fréquenter ». Alice Bradlaugh fut elle aussi exclue alors. Edward Aveling lança une pétition au sein de l'université pour défendre les deux femmes ; il fit aussi une campagne de presse, sans succès. Cette exclusion en entraîna d'autres : les adversaires des lois concernant les maladies « contagieuses » lui annoncèrent qu'ils n'avaient pas besoin de son soutien ; le secrétaire du jardin botanique de Regent's Park lui en refusa l'accès, à part à l'aube. Ses proches subirent aussi des attaques : Aveling perdit son poste d'enseignant au London Hospital. Stuart Headlam perdit sa cure et n'en retrouva plus,,,.

### Socialiste fabienne

#### Premiers contacts

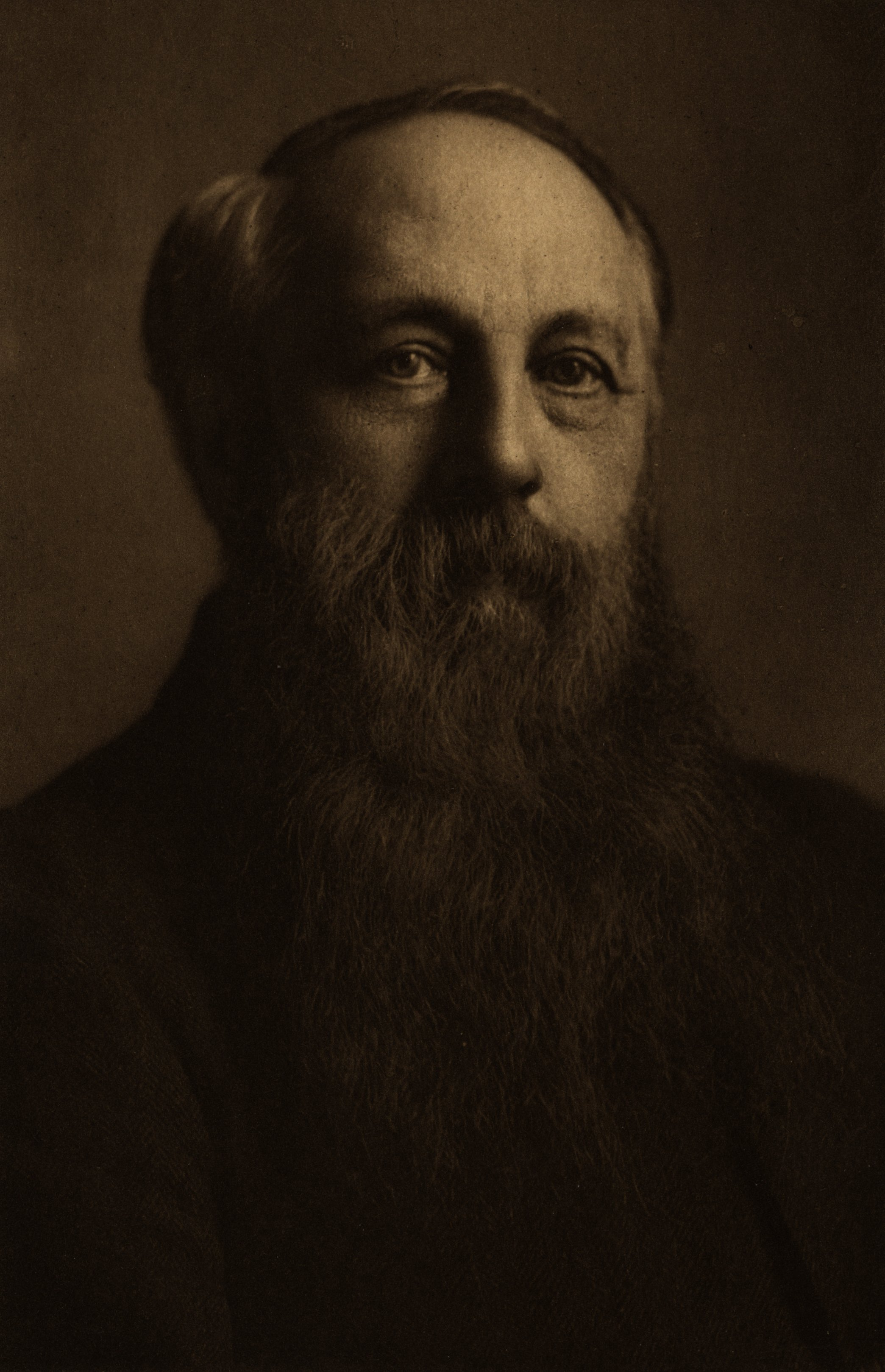
Henry Hyndman

Comme de nombreux autres partisans de Gladstone et des libéraux dans les années 1870, Annie Besant fut déçue par leur politique une fois au gouvernement, principalement en matière sociale et en Irlande. Dès 1881, Henry Hyndman fonda la Democratic Federation. Hyndman, converti au marxisme, était un grand admirateur d'Annie Besant qui avait, selon lui, su se détacher de la religion et des préjugés contre les femmes. Bradlaugh, de son côté, considérait les socialistes comme des concurrents et décida de les affronter sur le plan intellectuel en les invitant à écrire dans le National Reformer, à venir parler lors des réunions du mouvement ou à venir enseigner au Hall of Science. Il espérait ainsi prouver leurs erreurs grâce à la qualité de ses collaborateurs, dont Annie Besant, qui fut donc en contact très tôt avec la pensée socialiste,,.
L'inverse se produisit. La National Secular Society servit même de tremplin au marxisme. Edward Aveling fut un des premiers « convertis » dès 1884. Annie Besant essaya alors de le convaincre de revenir à la libre-pensée. Il semblerait qu'elle ait désapprouvé le concept marxiste de révolution violente. Bradlaugh, dans son opposition au socialisme, était un ardent défenseur de la réforme. Il condamnait la lutte des classes qu'il considérait comme un fratricide,.
La personnalité d'Edward Aveling envenima les premières relations difficiles entre les marxistes d'un côté et Besant et Bradlaugh de l'autre. Aveling commença à fréquenter avec assiduité Eleanor Marx. Annie Besant essaya de prévenir la jeune femme : Aveling était un séducteur, déjà marié, à qui on ne pouvait faire confiance. Eleanor Marx considéra que ce n'était que de la jalousie. Bradlaugh se serait aussi brouillé avec Aveling en lui demandant de ne plus fréquenter la fille de Marx. Par ailleurs, Aveling passait son temps à emprunter de l'argent, à la National Secular Society, au National Reformer et à tous ses proches, sans jamais rembourser. En 1884, il fut exclu de la National Secular Society, dont il était vice-président, en raison de ses emprunts réguliers, mais cela se fit juste au moment où il devenait membre du comité exécutif de la Social Democratic Federation (qui venait d'ajouter « social » à son nom). La National Secular Society essaya alors de prévenir la Social Democratic Federation des « travers » d'Aveling, sans succès.

#### Conversion lente
Annie Besant, tout en restant dans la pensée réformatrice de Bradlaugh, multiplia les discours et articles de plus en plus sociaux, et considérait que la dénonciation du capitalisme par Hyndman faisait sens. À l'automne 1884, elle prépara une série d'articles suggérant aux libres-penseurs de se rapprocher des socialistes avec qui ils avaient des points communs.

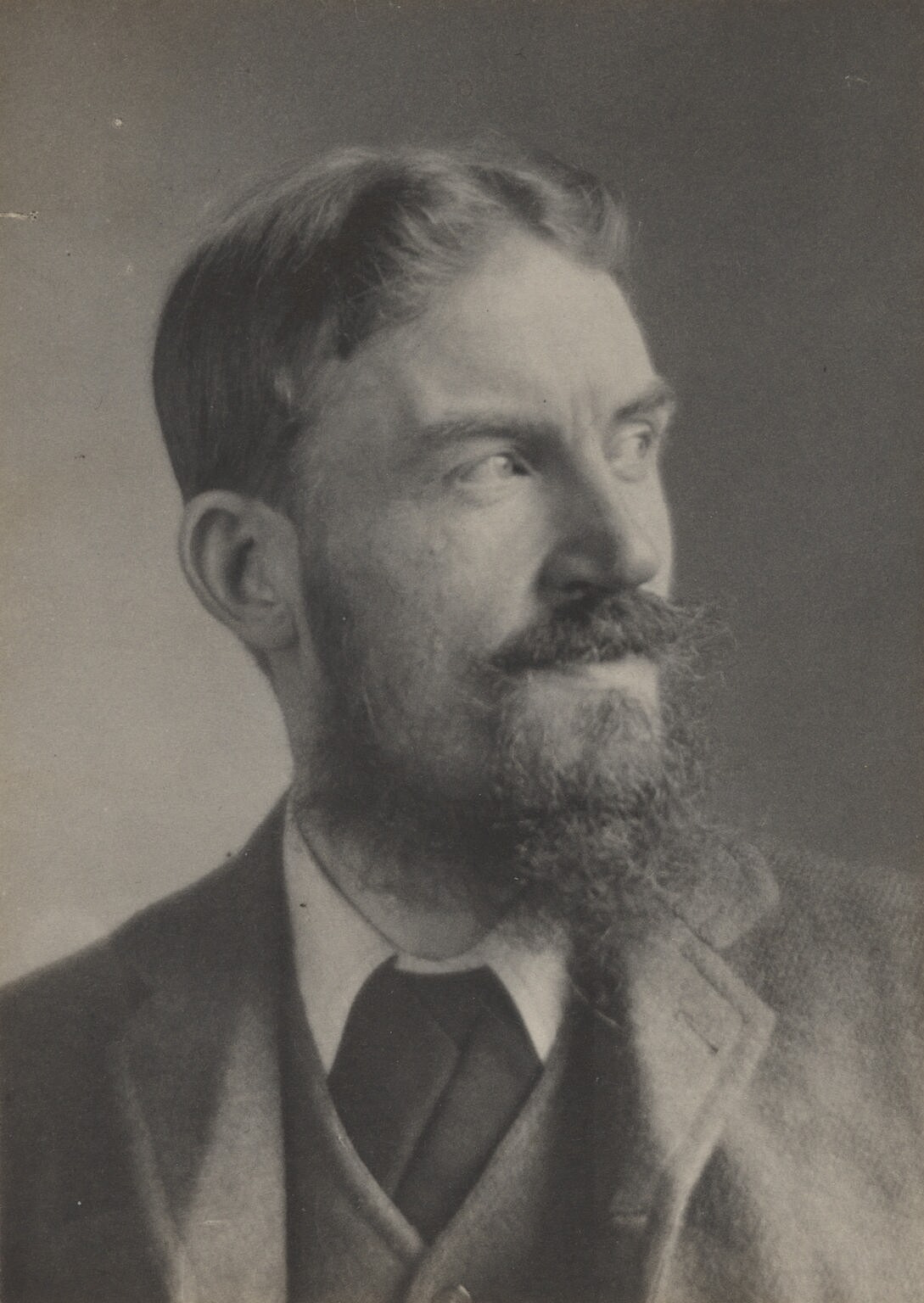
George Bernard Shaw en 1894.

La même année, elle lança le magazine Our Corner dont elle était à la fois propriétaire et rédacteur en chef. Elle désirait élargir l'éventail des articles publiés : non seulement politiques et sociaux, mais aussi culturels et artistiques. Elle le publiait depuis sa nouvelle adresse, une grande maison dans St. John's Wood, le quartier de son enfance. Elle y logeait aussi ses collaborateurs désargentés. Le magazine avait un objectif d'éducation populaire mais servait aussi à aider de jeunes auteurs impécunieux à gagner de l'argent : George Bernard Shaw, qui y publia ses premiers romans, disait que Our Corner avait l'étrange habitude de payer ses auteurs. Shaw, qui avait adhéré à la Fabian society en mai 1884, présenta à Annie les idées socialistes de ce groupe, moins révolutionnaire que la SDF, moins virulente que la SDF envers Bradlaugh, mais en même temps proche des idées des radicaux,,,.

#### Fabienne
Elle adhéra à la Fabian Society le 19 juin 1885, un an et demi après la fondation de celle-ci. De nombreux détracteurs d'Annie Besant alors (et ensuite) considéraient que son adhésion était surtout due à l'influence de George Bernard Shaw. Ce dernier le suggéra même dans ses Mémoires, mais les sources de l'époque prouvent que ce ne fut pas le cas. Ce type d'affirmation fait partie du discours misogyne autour d'Annie Besant qui la décrit comme incapable de la moindre pensée autonome et toujours influencée par les hommes qu'elle fréquentait,. Son évolution politique et intellectuelle est bien plus cohérente et individuelle, et en même temps caractéristique de son époque. Il est cependant vrai que ce fut Shaw qui présenta Annie Besant à la société fabienne. Cette « conversion » au socialisme l'éloigna de Bradlaugh,,,.

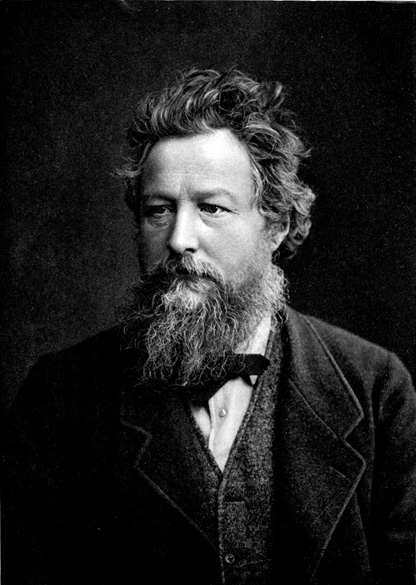
William Morris.

Dans ses premières années, la Fabian Society n’avait pas encore de stratégie propre et hésitait dans sa définition du socialisme (du marxisme des « époux » Marx-Aveling au refus du capitalisme de William Morris en passant par les idées d'Hyndman). Annie Besant participa à la formulation de la pensée socialiste fabienne, avec par exemple sa participation à l'ouvrage Fabian Essays in Socialism (1888) ouvrage fondateur du socialisme britannique. Elle écrivit le chapitre « Industry under Socialism » (« L'industrie sous le socialisme »). Elle joua aussi un rôle dans l’engagement des Fabiens dans le jeu politique parlementaire.
Annie Besant était influencée par la pensée évolutionniste de Darwin et Spencer et la pensée positiviste d'Auguste Comte. Pour elle les sociétés passaient de la barbarie au féodalisme puis à l'âge industriel. L'étape suivante dans l'évolution était le socialisme, caractérisé par l'association coopérative et la fraternité. De l'évolutionnisme, elle retenait la « survie du plus apte » (mais elle refusait le darwinisme social) qu'elle appliquait à la structure économique et sociale. Ainsi, le capitalisme, système le moins efficace serait appelé à disparaître, remplacé par le socialisme. Dans ce mode de production socialiste, l'État jouerait un rôle primordial avec des grandes entreprises étatiques ou municipales concurrentes des entreprises capitalistes et avec une protection sociale pour les plus démunis. La transformation de la société se ferait selon elle de façon graduelle grâce à des lois qui corrigeraient d'abord les excès les plus dévastateurs du capitalisme avant d'accentuer le rôle de l'État dans la régénération économique, sociale, physique mais aussi morale de la société. Cette évolution graduelle ferait qu'« il n'y aurait jamais de moment précis où la société passerait de l'individualisme au socialisme ». Elle considérait donc que la révolution serait plutôt un obstacle à cette évolution. Cependant, une centralisation étatique n'était pas son objectif : elle préférait organiser les travailleurs en petites structures (exploitations agricoles ou ateliers industriels) où ils ne travailleraient plus que huit heures par jour,.
De même, Annie Besant fut à l'origine de l'implication des Fabiens dans le jeu parlementaire. Elle tenta sans succès, en juin 1886, de rassembler les divers groupes de réflexion de gauche et d'extrême gauche (radicaux, socialistes, réformateurs, athées, etc.) autour d'une base d'action commune en vue de leur représentation au parlement britannique. À l'automne, au sein de la Fabian Society, elle créa la Fabian Parliamentary League avec George Bernard Shaw, Hubert Bland et Sidney Olivier. La League vantait les succès de la social-démocratie continentale et annonçait son intention de s'impliquer dans les élections locales et législatives. En 1888, la League réintégra la Fabian Society qui s'était finalement rangé à l'idée d'une action parlementaire et avait donc infléchi sa route sous l'action d'Annie Besant.

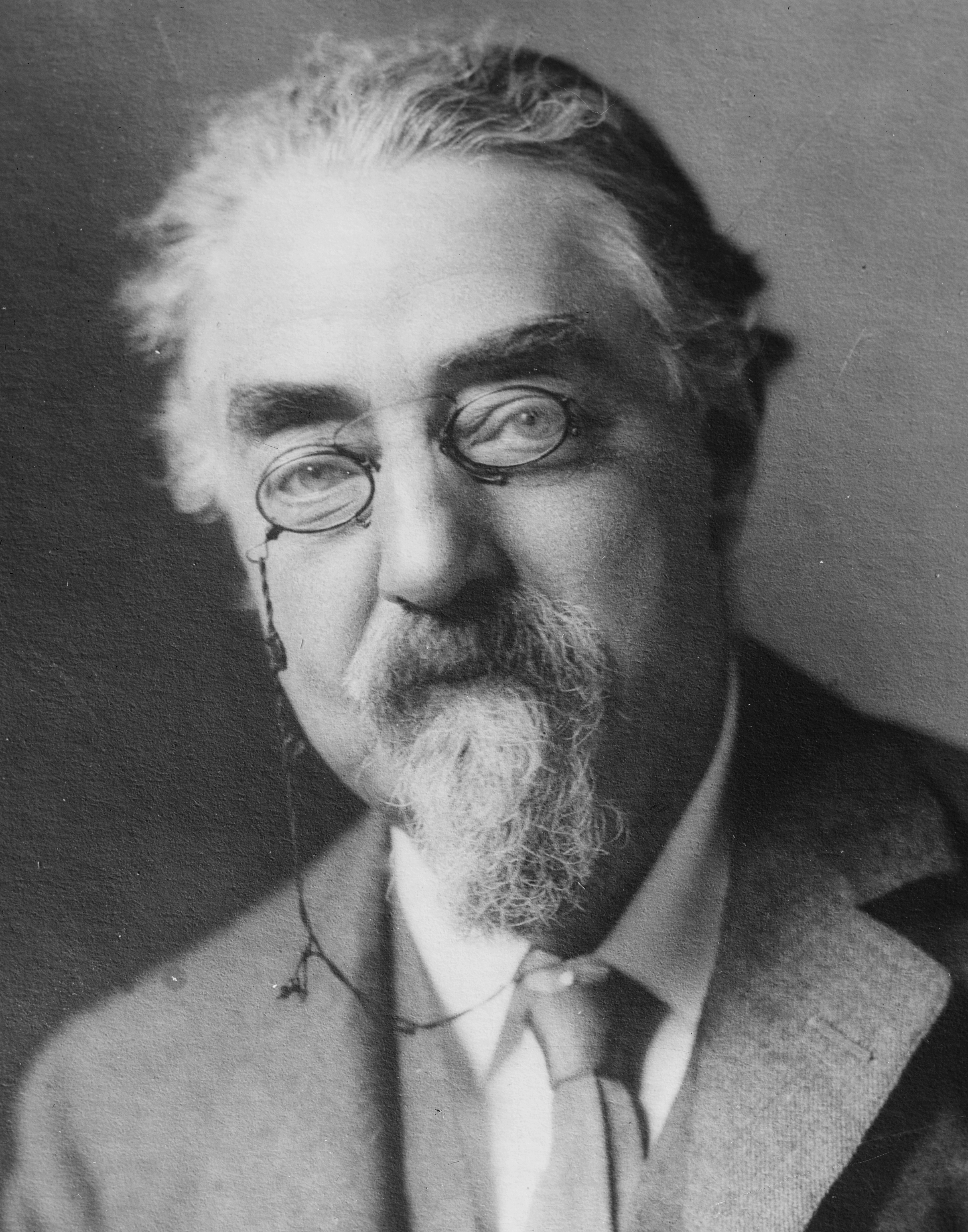
Sidney Webb.

Elle fut élue membre du comité directeur de la Fabian Society le 19 mars 1886 : elle avait « gravi les échelons » dans le socialisme aussi rapidement que dans le sécularisme. Pour se préparer à un rôle politique plus vaste, la Fabian society organisa à l'été 1887 le « Charing Cross Parliament », sorte de Shadow cabinet qui simulait ce que pourrait être un gouvernement social-démocrate : Sidney Webb avait par exemple le portefeuille de l'économie et Annie Besant celui de l'intérieur,.
Elle milita aussi au sein de la société pour que celle-ci dépassât son cadre uniquement londonien et s'élargît socialement et géographiquement avec la création de « branches » locales en province. Ainsi, elle fut très active lors de la tournée de conférences fabiennes en 1890 dans le Lancashire (ce fut son dernier grand engagement fabien). L'idée, avec les Essays et les branches locales de la société, était de fonder un véritable parti politique.
L'intense activité déployée par Annie Besant en 1886 (direction de Our Corner, codirection du National Reformer, tournées de conférences pour la National Secular Society et pour les Fabiens, cours au Hall of Science, poursuite de ses études, écriture et diffusion de pamphlets, etc.) la laissa épuisée : elle souffrait d'érysipèle et de diverses affections qui mettaient des semaines à se soigner. Son engagement socialiste était de moins en moins bien accepté au sein du sécularisme. Elle finit par démissionner de la direction du National Reformer en octobre 1887.

#### Bloody Sunday

##### Dimanche 13 novembre
L'agitation sociale se faisait de plus en plus forte au Royaume-Uni en 1887, aussi bien à propos de la condition ouvrière que sur la question irlandaise. Our Corner s'en faisait l'écho régulièrement. Depuis quelques années déjà, la répression policière touchait les rassemblements socialistes. Pour aider juridiquement les militants arrêtés et traduits en justice, Annie Besant fonda avec William Morris la Socialist Defense League en octobre 1887 : elle leur évita ainsi souvent les travaux forcés. Dès le 15 octobre, elle participa à des meetings quotidiens défendant la liberté de parole et réclamant une amélioration de la condition ouvrière, aux côtés d'autres orateurs comme Morris ou Shaw sur Trafalgar Square, lieu de manifestation populaire symbolique car à la frontière sociale entre l'East End et le West End de Londres. L'affluence du public finit par bloquer une grande partie de la place. Le 8 novembre, celle-ci fut interdite au public, alors qu'un grand rassemblement avait été prévu pour le dimanche suivant, principalement pour protester contre les conditions d'incarcération de William O'Brien ainsi que contre l'exécution des anarchistes accusés du massacre de Haymarket Square à Chicago. Jusqu'au vendredi 11 novembre, Annie Besant tenta s'obtenir l'autorisation du Home Secretary Henry Matthews, sans succès. Le samedi, il fut décidé de manifester sur Trafalgar Square « dimanche après dimanche »,,.

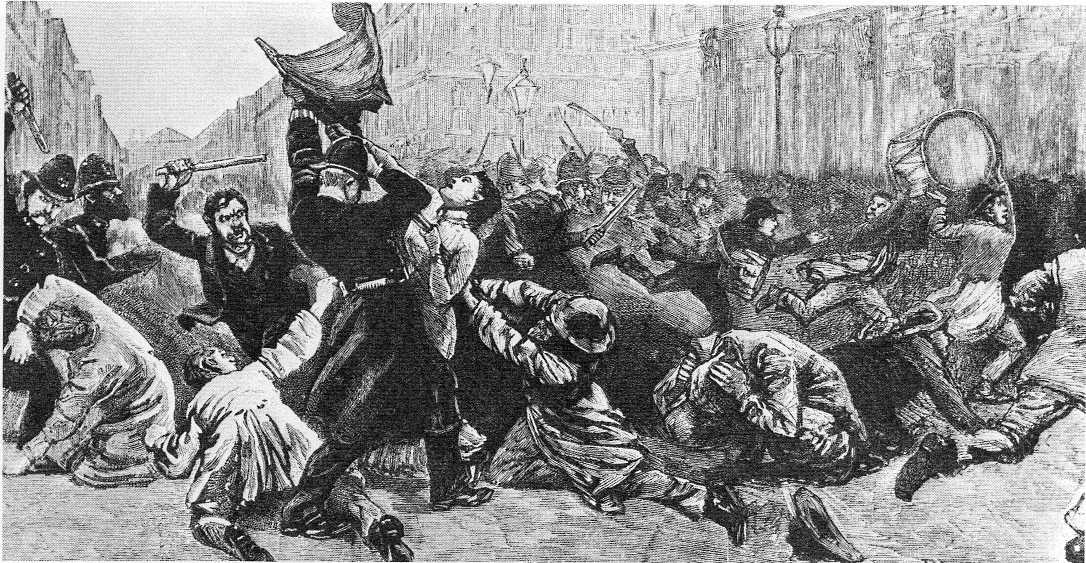
13 novembre : Bloody Sunday

Le dimanche 13 novembre 1887, plusieurs cortèges se dirigèrent vers Trafalgar Square depuis diverses directions. Annie Besant en dirigeait un. Sur Shaftesbury Avenue, la police chargea en distribuant des coups de matraques. Le cortège d'Annie Besant se dispersa en désordre, Shaw disparaissant dans la foule. Annie Besant se précipita vers Trafalgar Square où les manifestants étaient encerclés par les forces de police. Elle tenta, en vain, de dresser une barricade. Elle décida alors de se faire arrêter. Après avoir poussé sur le cordon de police en déclarant être une des oratrices prévues, elle se vit déclarer par un officier que pousser n'était d'un point de vue technique pas un délit et lui enjoignit de circuler. Elle quitta donc la place pour le Hall of Science de Kensington où Shaw faisait ce soir-là une conférence sur le socialisme pratique. Pendant ce temps, la dispersion violente de ce rassemblement pacifique par la police montée se poursuivit. Elle est depuis connue sous le nom de « Bloody Sunday ». Elle fit deux morts et cent-cinquante blessés. Il y eut aussi trois-cents arrestations. La Metropolitan Radical Federation qui regroupait toutes les formations londoniennes de gauche renonça, à l'initiative de Shaw, à organiser une nouvelle manifestation le 20 novembre,,,,.

##### Conséquences
Annie Besant entreprit d'aider ceux qui avaient été arrêtés et étaient jugés. L'argument principal qu'elle avança pour leur défense était qu'ils ne faisaient ce jour-là qu'exercer leur droit à la liberté de pensée et d'expression : elle poursuivait donc la lutte de ses premiers engagements. Elle créa le 18 novembre avec le journaliste W. T. Stead la Law and Liberty League dans ce but. Ils furent rejoints par Henry Hyndman, William Morris, John Burns, Stewart Headlam, Charles Bradlaugh, mais aussi Richard Pankhurst ou Jacob Bright. Une des premières actions d'Annie Besant au sein de cette ligue fut d'organiser les funérailles grandioses d'Alfred Linnell, mort des blessures reçues durant le Bloody Sunday. Elle soutint aussi moralement et financièrement les épouses de militants emprisonnés (Robert Bontine Cunninghame Graham ou John Burns par exemple),,,,,.
Les relations entre Annie Besant et Charles Bradlaugh s'étaient déjà dégradées lorsqu'elle s'était engagée dans le socialisme. Bloody Sunday accentua le ressentiment de la part de Bradlaugh. Il lui en voulut d'avoir suggéré qu'il aurait pu faire partie des orateurs le 13 novembre. Il insistait sur le fait que cela lui avait nui auprès de ses collègues députés aux Communes et qu'il était ainsi moins efficace pour la cause des militants emprisonnés.
Annie Besant et W. T. Stead fondèrent à la même occasion le journal The Link, l'organe de la LLL, afin de protester contre les injustices sociales en général. Elle suggéra de créer localement des « cercles de vigilance », liés à la LLL, afin de surveiller les policiers et les propriétaires et de protéger les pauvres et la liberté d'expression. Une quarantaine d'organisations de gauche participa au congrès fondateur de ces cercles. Cependant, ils amenèrent plus ou moins l'échec de la LLL car leur fonctionnement semblait un peu trop proche de celui d'une société secrète, du type Fenian Brotherhood. Dès janvier 1888, le journal Justice de Hyndman s'en désolidarisa. Ensuite, Bradlaugh ou le Fabien Graham Wallas refusèrent d'y participer. Le journal The Link poursuivit et son existence et son combat. Le journal avait des rubriques régulières comme « The People's Pillory » où le gouvernement, et surtout le Home Secretary, jugé responsable du Bloody Sunday, étaient en permanence remis en cause. Le journal servit aussi de relais aux revendications populaires des deux îles britanniques, en offrant par exemple une plate-forme régulière à Michael Davitt,,,,. Durant les premiers mois de 1888, elle essaya, au nom de la liberté d'expression, d'organiser de nouvelles manifestations sur Trafalgar Square toujours interdit. Elle ne fut cependant pas suivie par ses alliés de gauche et ostensiblement ignorée par les forces de l'ordre. À l'été, elle réussit malgré tout à organiser ce qu'elle appelait des « conversazione démocratiques », tous les après-midi, de 16 h à 17 h. Les « manifestants » se contentaient de se promener en discutant et à chaque quart d'heure, ils chantaient des slogans (pour l'Irlande, la réforme agraire ou la liberté d'expression) avant de reprendre promenade et conversations. L'efficacité en était cependant limitée.
Les événements de Trafalgar Square firent radicalement évoluer Annie Besant, à l'inverse même de ses collègues fabiens. Alors que Shaw, Bland ou Webb prirent peur et abandonnèrent tout discours révolutionnaire, elle, au contraire se rapprocha de la Social Democratic Federation de Hyndman, dont elle avait pourtant jusque-là critiqué la rhétorique révolutionnaire. En août 1888, elle finit même par y adhérer et sa première contribution à Justice parut le 1er septembre,. En juillet 1889, elle participa à Paris, comme déléguée de la SDF, aux débats qui menèrent à la création de l'Internationale ouvrière. Son discours, en français, très remarqué, lui valut d'être élue vice-présidente de la dernière journée.

#### Grève des allumettières de Bryant & May

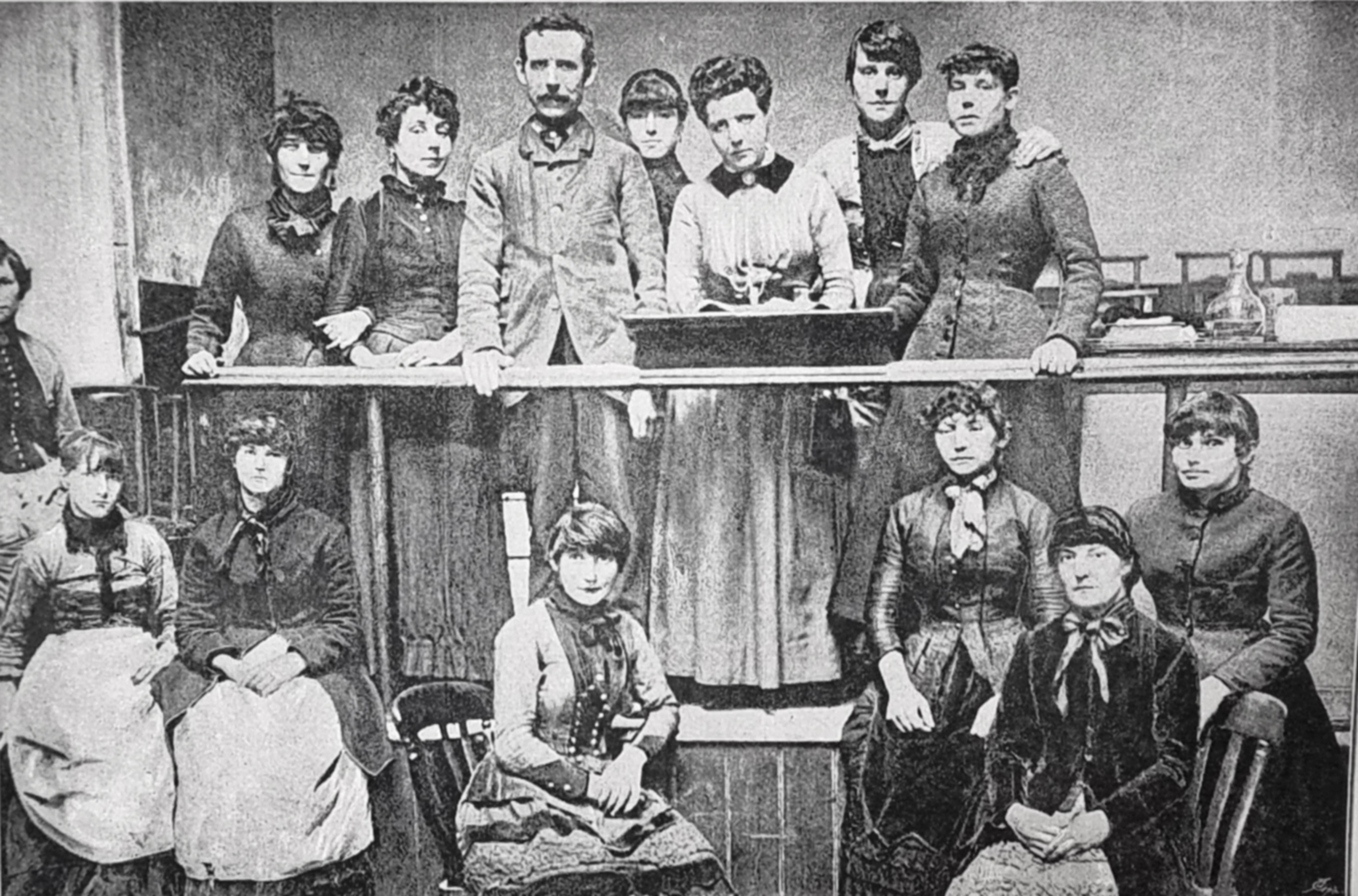
Herbert Burrows et Annie Besant au comité de grève des ouvrières de la manufacture d'allumettes Bryant & May.

Le 15 juin 1888, Annie Besant, alertée lors d'une réunion de la Société fabienne par une militante socialiste, Clementina Black, découvrit à cette occasion les conditions de travail déplorables de ce qui était alors la plus importante fabrique d'allumettes de Londres, Bryant & May. Après avoir visité la manufacture, révoltée par la situation imposée aux ouvrières, elle publia le 23 juin 1888 dans The Link un article retentissant sur l'« esclavage blanc à Londres » (« White Slavery in London »). Annie Besant y dénonçait les conditions de travail des ouvrières : des adolescentes qui travaillaient de 6 h 30 à 18 h pour quatre shillings par semaine (soit moins que le loyer d'une seule pièce) et qui ne mangeaient que du pain beurré trempé dans du thé. Du reste, les salaires étaient souvent amputés à cause des nombreuses amendes imposées par la direction (pour pieds ou vêtements sales par exemple). Enfin, les gaz du phosphore blanc utilisé pour fabriqué les allumettes leur pourrissaient les dents et les gencives,,,,,. Annie Besant voulait faire comprendre à ses lecteurs et aux actionnaires de ce genre d'entreprises les conditions de vie de jeunes filles qui avaient l'âge de leurs propres enfants alors qu'eux touchaient des « dividendes monstrueux ». Une liste d'actionnaires fut publiée, pointant les personnes « respectables » tels des pasteurs qui s'enrichissaient de cette façon. Elle concluait en appelant au boycott des produits de l'entreprise et réclama avec d'autres l'emploi du phosphore rouge, moins dangereux pour la santé des ouvrières. Les propriétaires de Bryant & May déclarèrent dans le Daily Telegraph que l'article n'était qu'un « tissu de mensonges » et d'inventions et licencièrent les ouvrières qui avaient parlé à Annie Besant. Ils exigèrent ensuite des autres qu'elles signent un texte qui dénonçait les mensonges de l'article et disait qu'elles étaient très heureuses dans leur travail. Elles refusèrent. Quant à Annie Besant, elle demanda publiquement pourquoi la direction de l'usine ne l'attaquait pas en diffamation. Le 26 juin, avec Burrows et un autre membre de la SDF, John Williams, elle distribua des copies des articles à la sortie de l'usine,,,,.
Le 2 juillet 1888, Annie Besant participa à un meeting de protestation des allumettières. Le 5 juillet, l'agitation crût et les ouvrières qui avaient cessé le travail défilèrent dans les rues du quartier depuis l'usine. Une nouvelle réunion eut lieu le samedi 8 juillet : 1 400 ouvrières votèrent une résolution déclarant que l'article d'Annie Besant disait la vérité, demandant l'intervention du gouvernement et la création d'un syndicat. La grève fut décidée pour le 11 juillet. En l'absence de syndicat (alors quasiment réservé aux hommes), il n'y avait pas de caisse de grève. Annie Besant, Herbert Burrows et la SDF apportèrent leur soutien direct au mouvement tandis que les Fabiens apportaient une aide financière. En six heures, 700 £ furent réunies. Les journaux se divisèrent : The Times soutint la thèse des patrons tandis que les autres crurent l'article d'Annie Besant et les témoignages des ouvrières, d'autant plus que la direction ne pouvait prouver que ces affirmations étaient fausses. Charles Bradlaugh suscita un débat au Parlement sur cette question ; il y fit même recevoir une délégation des grévistes. Devant le mouvement d'opinion publique, la direction de Bryant & May finit par céder. Le 17 juillet, une délégation d'ouvrières, menée par Besant et Burrows rencontra des représentants de l'entreprise. Les jeunes filles licenciées furent réembauchées ; les conditions de travail s'améliorèrent ; les salaires furent augmentés et les amendes supprimées. Un syndicat fut même créé dans l'entreprise, Annie Besant en fut élue Secrétaire et Burrows trésorier,,,,.
Cette grève et son issue heureuse ne furent pas sans retentissement dans le pays et constituèrent de fait une étape importante dans l'histoire sociale du Royaume-Uni, dans la mesure où il s'agit du premier mouvement social mené par des personnes situées au plus bas de l'échelle sociale britannique : des travailleuses sans qualification. Grâce à cette grève victorieuse, de nombreux ouvriers et ouvrières de l'East End se tournèrent vers Annie Besant, pour l'amélioration de leurs conditions de vie et de travail : ouvriers des usines et sweatshops, fabricants de chaîne, conducteurs de tramways, peintres en bâtiment, employés de magasins, etc. Elle fut essentielle dans la grande vague de syndicalisation qui traversa le Royaume-Uni à la fin des années 1880, dite « New Unionism »,,,,,.

#### Élue locale
L'engagement politique d'Annie Besant prit un tour nouveau quand elle décida de se faire élire. Le Royaume-Uni fonctionnait alors avec un suffrage masculin, mais, le London School Board, l'institution, créée par l’Elementary Education Act de 1870, qui s'occupait de l'enseignement élémentaire à Londres, avait accordé le droit de vote et de se présenter aux femmes. Elle se présenta pour la circonscription de Tower Hamlets dans l'East End en 1889. Un de ses objectifs était de mettre en place des repas gratuits pour les enfants des quartiers pauvres qui ainsi mangeraient au moins une fois par jour puisque l'école était obligatoire depuis 1880. Lors de la campagne électorale, elle ne cacha pas ses convictions socialistes, insistant sur le fait que l'éducation était un facteur d'égalité. Ses adversaires l'attaquèrent sur le fait qu'elle était contre l'éducation religieuse obligatoire. Elle fut cependant élue,,,.
Pendant les trois ans de son mandat au London School Board, Annie Besant siégea dans les principaux comités, comme celui sur le travail des enfants. Elle milita pour la mise en place d'une éducation laïque. Elle obtint les repas gratuits qui grâce à la London Schools’ Dinner Association nourrit à la fin de 1889 36 000 enfants pauvres. Elle lança aussi l'idée de services médicaux dans les écoles. Enfin, elle obtint que les contrats que passaient le London School Board fussent avec des entreprises qui respectaient les droits syndicaux et qui payaient des salaires décents (le minimum syndical). Le London County Council adopta cette politique peu de temps après. C'était en fait obtenir un soutien des institutions publiques aux trades-unions,,,.
Son engagement et ses activités politiques lui coûtèrent temps et argent, au point qu'elle finit par renoncer à la direction et la publication de The Link et Our Corner.

## Théosophie

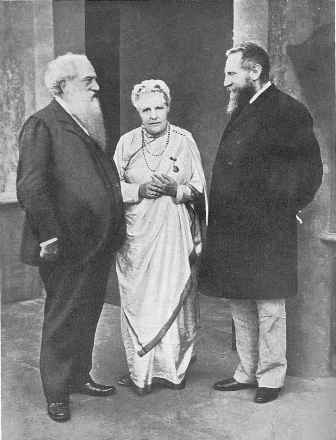
Annie Besant avec Henry Steel Olcott (à gauche) et Charles Leadbeater (à droite) à Adyar, Madras en décembre 1905.

Annie Besant avait depuis son enfance des interrogations spirituelles. Les réponses des Églises établies ne l'avaient pas satisfaite. Elle avait surtout des difficultés à en accepter les dogmes, comme l'idée d'un châtiment éternel sans rédemption possible, ou les dérives hypocrites et le patriarcat. Cependant, elle avait aussi du mal à concevoir une morale qui ne serait qu'une règle de conduite sans réel fondement. De même, elle commençait à considérer que si l'athéisme lui avait apporté la paix en supprimant un Dieu injuste, il n'était cependant pas la réponse à ses questionnements. Les liens noués entre W. T. Stead et Annie Besant au moment du Bloody Sunday avaient eu pour celle-ci une autre conséquence. Le journaliste avait le même genre d'interrogations spirituelles qu'elle. Il avait même créé une Église destinée à régénérer le christianisme,.
En 1889, William Thomas Stead demanda à Annie Besant de préparer pour la Pall Mall Gazette un compte-rendu de La Doctrine secrète d'Helena Blavatsky (appelée souvent « Madame Blavatsky »). Elle en fut émerveillée : elle avait trouvé la réponse à toutes les interrogations métaphysiques et spirituelles qui la taraudaient depuis l'enfance. La théosophie, inspirée des sagesses orientales, considère que toutes les religions ne sont que des variations d'une Sagesse universelle première. Elle sembla à Annie Besant être la Vérité qu'elle avait toujours cherchée. Elle rencontra Helena Blavatsky et fut impressionnée malgré elle par la culture de cette femme qui ne se déplaçait plus qu'en fauteuil roulant. Elle lut les diverses critiques adressées à la théosophie et à Helena Blavatsky : elle n'y vit pas plus que les critiques qui lui avaient été adressées à elle tout au long de sa carrière. Elle se déclara donc ouvertement théosophe et devint membre de la Société théosophique,.

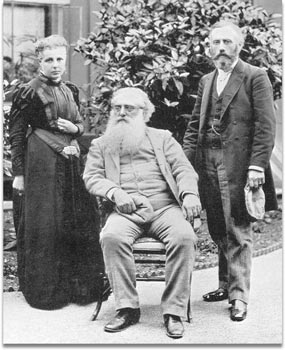
Annie Besant, Henry Steel Olcott et William Quan Judge juste après la mort de Madame Blavatsky à Londres.

Ses amis (qui devinrent rapidement ses anciens amis) en furent horrifiés : Charles Bradlaugh le premier, même s'ils s'étaient déjà éloignés lorqu'Annie Besant était devenue socialiste, mais aussi George Bernard Shaw. Ils considéraient qu'ils perdaient une des plus ardentes militantes de la libre-pensée et de la réforme sociale. Elle quitta en effet d'abord la National Secular Society puis la Fabian Society puis le London School Board et enfin la Social Democratic Federation. Malgré tout, elle n'abandonna pas la lutte politique pour autant : dans son tout premier article théosophe (« Practical Work for Theosophists »), elle suggérait aux membres de la société d'acheter des actions des entreprises qui exploitaient leurs ouvriers afin d'en prendre le contrôle et de les réformer. Elle fonda dès 1891 une ligue des ouvriers théosophes. Elle consacra ses conférences à la théosophie dont elle devint rapidement une des principales animatrices et pour laquelle elle transforma sa maison pour en faire un lieu de réunion,.
En 1890, ses deux enfants, Digby (vingt-et-un ans) et Mabel (dix-neuf ans) la rejoignirent, comme elle l'espérait, dès qu'ils se trouvèrent en âge de pouvoir décider de leur sort, hors de l'autorité paternelle,.
En 1891, lorsque Helena Blavatsky décéda, Annie Besant prit la direction de la Société théosophique pour l'Europe et l'Inde. En 1893, après avoir participé au « Parlement mondial des religions » lors de l'Exposition universelle de Chicago, elle s'installa en Inde. Elle déclara y avoir trouvé sa patrie spirituelle et prit l'habitude de s'habiller à l'indienne. Cependant, elle y trouva la société théosophique en pleine tourmente. De nombreux scandales avaient été en effet révélés par la presse : usage de faux et mœurs répréhensibles de certains membres. Par exemple, en 1906, Charles Webster Leadbeater, membre de la Société théosophique depuis 1883, fut accusé de pédophilie pour avoir enseigné la masturbation à des adolescents et pour en avoir invité certains dans son lit afin de pratiquer la « réciprocité ». En mai 1906, un comité d'enquête de la société, composé entre autres de Henry Steel Olcott, d'Alfred Percy Sinnett et de G. R. S. Mead, laissa Leadbeater démissionner, mais ce dernier fut réintégré par Annie Besant, qui avait elle-même succédé à Olcott à la tête de la Société théosophique en 1907, fonctions qu'elle occupa jusqu'à sa mort en 1933. La réadmission controversée de Leadbeater ayant discrédité Annie Besant, celle-ci tenta de redorer la réputation de la société, dont elle établit le siège à Adyar, près de Chennai. En 1909, c'est là que Leadbeater rencontra Jiddu Krishnamurti, qui était alors âgé de quatorze ans et chez qui il prétendit avoir décelé une aura exceptionnelle. Leadbeater et Besant virent dans l'adolescent l’« instructeur du monde », le « Lord Maitreya » que les théosophes attendaient. Cet « instructeur » est un être décrit par les théosophes comme une figure messianique combinant divers aspects du Christ, du Maitreya bouddhiste, et des avatars hindous. Annie Besant obtint de leur père la garde légale de Krishnamurti, qu'elle voulait préparer à son « destin » de « guide spirituel » (« World Teacher »), et de son frère Nitya, mais elle la perdit par décision de justice en 1913, le père ayant invoqué le scandale qui révéla la pédophilie de Leadbeater en 1906 afin de récupérer la garde de ses enfants. Après avoir perdu en appel, Annie Besant refusa de rendre les garçons à leur père et les garda avec elle au Royaume-Uni. Un ultime appel fut déposé auprès du Privy Council, qui décida de laisser Krishnamurti et son frère prendre eux-mêmes la décision, mais les enfants ne furent pas consultés. Cependant, la justice considéra que si les deux frères n'étaient pas allés rejoindre leur père en Inde, c'est parce qu'ils souhaitaient rester avec Annie Besant au Royaume-Uni. De même, il fut considéré que si le père de Krishnamurti ne faisait pas appel de la décision du Privy Council,  c'est qu'il l'acceptait. La victoire d'Annie Besant est donc purement technique. Bien qu'il renonçât à la théosophie en 1929, Krishnamurti ne renia pas le rôle spirituel joué par Annie Besant auprès de lui.

## Autonomie de l'Inde

### Lutte ancienne

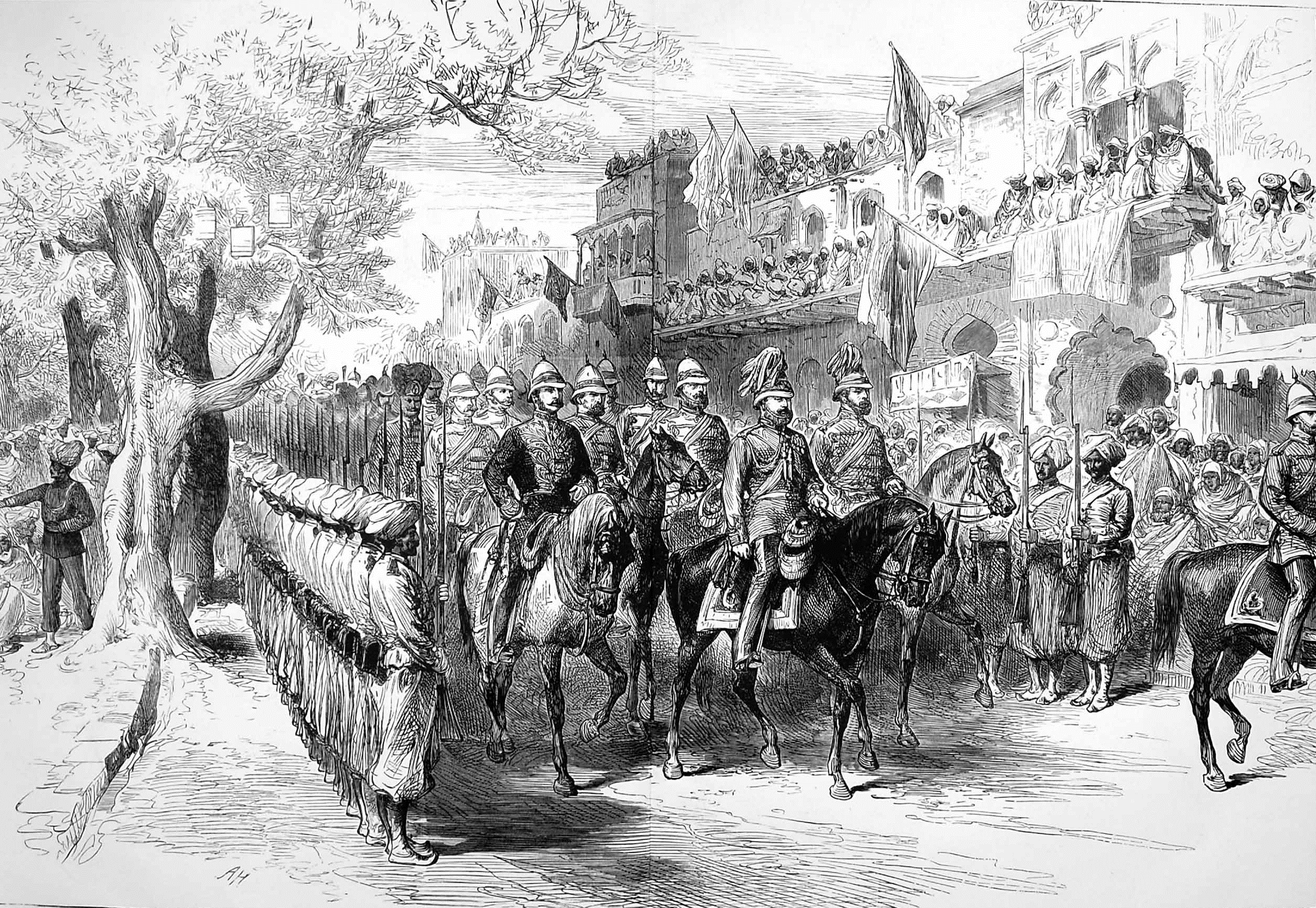
Le Prince de Galles à Delhi, février 1876.

L'intérêt d'Annie Besant pour la cause indienne était ancien. Dès septembre 1875, elle avait lancé, avec Charles Bradlaugh une grande pétition contre le voyage du Prince de Galles dans la région. Pour elle, il s'agissait d'une manœuvre politique de Benjamin Disraeli pour faire avancer la cause de l'Empire. Annie Besant considérait alors que la Monarchie et l'Empire étaient deux institutions encombrantes et coûteuses : le Parlement vota en effet un budget de £42 000 pour cette tournée princière. Les 100 000 signatures de la pétition furent regroupées sur un long rouleau de plus d'un kilomètre et demi de long. Il fut présenté aux Communes, qui n'en tint pas compte. Durant le voyage, le Prince fut reçu somptueusement alors qu'une partie du pays mourait de faim. Au retour de son fils, Victoria fut proclamée Impératrice des Indes, au grand dam d'Annie Besant
En 1879, Annie Besant démontra encore son opposition à l'impérialisme tel qu'il se développait alors en publiant son long article A Plea for the Weak Against the Strong (Plaidoyer pour les faibles contre les forts) dans le National Reformer. Elle y reprenait les arguments des libéraux de Gladstone contre la politique coloniale de Disraeli et des conservateurs. Elle y ajoutait cependant ses propres arguments humanistes évoquant les villages incendiés au nom de la pacification et de la civilisation. Elle dénonçait les ambitions purement matérialistes ayant poussé à la conquête de l'Inde. Elle rappelait que si la mission civilisatrice se voulait réelle, alors elle devait apporter les idéaux démocratiques britanniques et l'éducation afin d'amener la région à l'autonomie. Ce pamphlet se vendit à plusieurs milliers d'exemplaires.
Lorsque Gandhi faisait ses études de droit à Londres, il s'intéressa à nouveau à sa culture, grâce à ses amis théosophes. À cette occasion, il rencontra pour la première fois Annie Besant qui venait d'adhérer à la société théosophique. Enfin, Charles Bradlaugh exprima tout au long de sa carrière politique son soutien à la cause indienne, au point qu'il fut surnommé « Member for India ». Il s'y était même rendu en 1889 pour assister aux réunions du Congrès national indien, à un moment où Annie Besant travaillait encore avec lui. Dans son cortège funèbre en 1891 se trouvait aussi Gandhi.

### Renouveau intellectuel de l'Inde
En 1893, Annie Besant se rendit pour la première fois en Inde, en lien avec la société théosophique. Celle-ci était déjà critique de la situation politique de la région. Selon Helena Blavatsky, l'Inde védique était la source de toute sagesse et spiritualité. Cependant, pour elle et les théosophes, l'hindouisme tel qu'il se pratiquait alors s'était éloigné de sa pureté originelle, en grande partie à cause de la colonisation britannique qui avait importé individualisme et matérialisme. Dès lors, se développa une réflexion pour chercher à restaurer l'Inde à elle-même,. A. O. Hume ou A. P. Sinnett, Anglo-Indiens réformateurs, étaient membres de la société théosophique qui attira aussi des intellectuels indiens. Dès son premier séjour en Inde, Annie Besant s'exprima dans le même sens. Pour elle, l'Inde est « la mère de la spiritualité, le berceau des civilisations ». Elle renversa alors le « fardeau de l'homme blanc » cher à Rudyard Kipling : pour elle, l'Inde avait le devoir de sauver le monde occidental du matérialisme en y portant le « flambeau de la spiritualité ». Pour Annie Besant aussi, le joug politique, économique et moral du Royaume-Uni sur la région était néfaste. Elle considérait que l'attitude britannique était en train de briser l'Inde,,.
En 1895, Annie Besant s'installa définitivement en Inde et adopta le mode de vie traditionnel et le sari, considérant qu'il était absurde de s'habiller à l'occidentale. Elle ne porta plus dorénavant en Inde qu'un sari blanc, couleur du deuil afin de rendre hommage aux souffrances de la population indienne. Dès cette année-là, préfigurant Gandhi, elle suggéra aussi de préférer les produits locaux à ceux importés, afin de soutenir l'activité économique indienne. Ces différents gestes la mirent définitivement en marge de la communauté anglo-indienne qui depuis la révolte des cipayes s'était repliée sur elle-même dans des quartiers réservés où elle vivait dans la méfiance de la population locale. De leur côté, les théosophes considéraient tous les Indiens comme des égaux. La société théosophique accueillait toutes les dénominations religieuses du sous-continent, sans distinguer entre hindous, musulmans, chrétiens ou sikhs. Annie Besant souhaitait aussi une unité spirituelle de l'Inde, alors même que les autorités britanniques jouaient sur les divisions religieuses pour asseoir leur domination.
Pour Annie Besant, la première étape de ce renouveau passait par l'éducation, et d'abord celle des élites sociales et des castes supérieures en qui elle voyait un exemple pour l'ensemble de la population. L'idée était aussi de détacher les classes supérieures du Royaume-Uni qui menait une politique pour se les gagner. Annie Besant rejetait cependant l'éducation à l'occidentale qui ne pouvait mener qu'au matérialisme, préférant les principes théosophes d'autonomie et de développement harmonieux adapté au rythme de chaque enfant. Dans ce but, elle créa le Central Hindu College en 1898, un lycée de garçons, avec l'aide du Maharaja de Bénarès, Prabhu Narayan Singh, qui fournit les terrains et de la haute société indienne qui participa au financement. Jusqu'en 1904, seuls les dons des Indiens étaient acceptés. L'établissement compta parmi ses généreux donateurs Motilal Nehru et parmi ses élèves son fils Jawaharlal Nehru. Les frais d'inscription étaient très faibles. Les enseignants étaient indiens ou anglo-indiens (et souvent théosophes dans ce cas). Annie Besant elle-même y donna des conférences. Le lycée proposait des cours de mathématiques, sciences, logique, anglais, sanskrit, histoire et enfin étude comparée des religions. D'ailleurs, à partir de 1908, l'établissement fut aussi ouvert aux élèves qui n'étaient pas hindous,,,.
À la suite de la partition du Bengale en 1905, le mouvement Swadeshi connut un renouveau. En 1908, pour lutter contre la montée de cette opposition, les autorités britanniques interdirent aux élèves et étudiants indiens de se mêler de politique. En réaction, Annie Besant organisa au Central Hindu College un parlement sur le modèle du parlement britannique. Elle poursuivait en cela deux buts. Elle désirait faire discuter les jeunes Indiens de problèmes politiques, économiques et sociaux dans des formes démocratiques et constitutionnelles. Il y a cependant ici une ambiguïté intrinsèque dans la démarche d'Annie Besant : pour amener l'Inde au renouveau intellectuel et politique, elle lui proposait le Royaume-Uni, le colonisateur, comme modèle politique. Malgré tout, des militants indiens dont elle était très proche, comme Womesh Chunder Bonnerjee (en), Mahadev Govind Ranade (en) ou Gopal Krishna Gokhale, partageaient ce point de vue. En organisant ce parlement, elle voulait aussi détourner les jeunes Indiens de la tentation d'une dérive violente, à laquelle elle les considérait peu préparés. Son refus du recours à l'action violente reposait sur ses souvenirs douloureux du « Bloody Sunday » de 1887. Afin de trouver un lieu d'expression aux volontés d'action de la jeunesse indienne, elle créa cette même année 1908 Sons and Daughters of India (Fils et Filles de l'Inde) qui organisait des actions caritatives et éducatives.
En 1911, Annie Besant se rapprocha de Madan Mohan Malaviya en vue de fonder l'université hindoue de Bénarès. Après un vote favorable du parlement britannique, l'établissement fut fondé en 1916 et le Central Hindu College y fut intégré. En 1913, avec le même Malaviya, elle réussit à ouvrir aux jeunes Indiens le scoutisme, alors réservé aux seuls Anglo-Indiens. La même année, elle mit sur pied le Theosophical Education Trust in India (Fondation théosophique pour l'éducation en Inde) qui créa ensuite une trentaine d'établissements scolaires, du primaire au lycée. Elle fonda aussi la Central Hindu Girls’ School, un lycée de filles, en 1904. Elle milita pour les droits sociaux des Indiens, mais aussi des Indiennes,,.

### All-India Home Rule League

Drapeau de la All-India Home Rule League.

La partition du Bengale de 1905 constitua un tournant pour Annie Besant. Son action se fit alors plus politique. La voie de l'éducation ne lui parut plus suffisante. Elle s'éloigna alors de Gopal Krishna Gokhale pour se rapprocher de Bal Gangadhar Tilak, un des théoriciens et animateurs du mouvement Swadeshi, ainsi que des deux autres membres du triumvirat Lal Bal Pal (en) : Bipin Chandra Pal (en) et Lala Lajpat Rai. Elle considérait que le gouvernement britannique n'avait pas tenu ses promesses à l'Inde et lui conseillait de commencer à traiter les Indiens comme des égaux faute de quoi il verrait le pays lui échapper. Elle ne critiquait pas l'idée de l'Empire britannique ou de la présence britannique en Inde. Elle suggérait d'en revoir le fonctionnement, principalement via l'auto-détermination. Elle se heurta là à l'opposition de certains théosophes. Ses idées politiques et sociales étaient diffusées à travers les journaux New India et Commonwealth,,. Un de ses premiers actes ouvertement politiques qui marqua les esprits fut la lettre ouverte qu'elle écrivit en janvier 1910 au gouverneur général des Indes, le comte de Minto. Elle y dénonçait le racisme des fonctionnaires britanniques (à la suite de l'agression d'un ancien élève du CHC) et demandait l'autonomie de l'Inde. Lord Minto réagit en plaçant le CHC sous surveillance et en retardant la création de l'université hindoue de Bénarès. Cependant, la réputation d'Annie Besant auprès des indépendantistes indiens était définitivement faite.
Entre 1905 et 1915, elle publia nombre de textes réclamant le droit à l'auto-détermination du pays, regroupés en 1917 dans The Birth of a New India. Elle y suggérait une nouvelle organisation de l'Empire britannique en une « fédération de nations autonomes » (dans « Federation » d'avril 1914) disposant chacune du « Home Rule », à l'image de l'Irlande. Cette fédération serait présidée par le souverain britannique qui n'aurait qu'un rôle symbolique et un parlement où chacune des nations de la fédération serait représentée à égalité. Sa vision de l'Inde autonome fut précisée en 1915 dans « Indian Self-Government ». Annie Besant envisageait une pyramide d'assemblées. La base serait l'assemblée du panchayat villageois ou du quartier urbain ; au-dessus, une assemblée de district regroupant plusieurs panchayats ou quartiers s'occuperait des questions d'éducation, de santé et de production ; l'assemblée provinciale disposerait du budget ; l'assemblée au niveau national se chargerait de la défense, des chemins de fer et de la poste. L'Inde serait enfin intégrée dans la fédération impériale. Chaque niveau serait mis en place graduellement, en commençant immédiatement par celui des panchayats ; le district devant être mis sur pied après la guerre. Cependant, le système électoral envisagé était compliqué et élitiste. L'assemblée de panchayat ou de quartier serait élue dans le cadre d'un suffrage quasiment universel (pères et mères de famille, âgés de plus de 21 ans). Au-dessus, les assemblées seraient élues par un collège constitué des membres des assemblées de l'échelon inférieur et d'électeurs et électrices disposant d'un niveau d'éducation suffisant (et de plus en plus élevé avec le niveau des assemblées). Cette approche lui fut beaucoup reprochée. Il y aurait ici l'expression de la différence entre « égalité » et « fraternité » (élément de base de la théosophie) : dans la fraternité, les grands frères et grandes sœurs sont responsables des plus jeunes qu'ils doivent aider à grandir. Dans l'Inde britannique, ceux qui étaient éduqués devaient donc guider les moins éduqués vers les moyens de leur autonomie,.

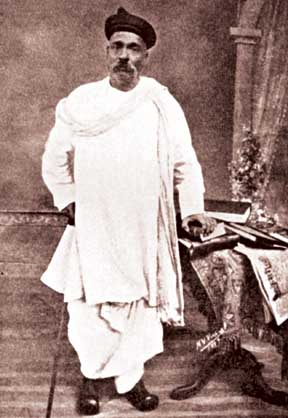
Bal Gangadhar Tilak.

En 1913, elle adhéra au Congrès national indien,,,. Les conférences qu'elle donna en septembre et octobre à Madras furent ensuite regroupées sous le titre Wake Up India. Elle y critiquait, ainsi que dans son journal New India l'année suivante, l'inaction du Congrès national indien, dominé par les modérés qui se contentaient de voter les mêmes résolutions tous les ans et se coupaient ainsi de plus en plus de la population. La mort de Ghokale en 1915 permit le retour au sein du Congrès national indien des « extrémistes », dont Tilak qui sortait de prison. Ils devaient malgré tout prêter serment d'agir « par des moyens strictement constitutionnels ». Annie Besant et Tilak unifièrent à l'automne 1915 les divers mouvements qui réclamaient le Home Rule au sein de la All-India Home Rule League. Au début de la Première Guerre mondiale, Annie Besant avait en effet déclaré que l'Inde pouvait aider le Royaume-Uni mais ne devait pas cesser de réclamer le Home Rule. La direction de la section britannique de la ligue fut confiée à George Lansbury,,,.
La ligue avait divers buts : l'autonomie de l'Inde, l'éducation politique de la population ainsi que redonner confiance au peuple pour le sortir de son inaction. À l'automne 1916, Tilak et Annie Besant parcoururent le sous-continent pour recruter, aussi bien hindous que musulmans ainsi que modérés ou extrémistes. La campagne fut un succès, à l'image de la pétition en faveur de la ligue qui reçut alors 700 000 signatures. Si elle comptait 60 000 adhérents, l'impact de la ligue était plus vaste, comme Ghandi le reconnaissait : « [Annie Besant] a fait du Home Rule le mantra de tous les foyers ».
Annie Besant avait aussi réussi à fonder une alliance entre la All-India Home Rule League et la All-India Muslim League de Muhammad Ali Jinnah. Aussi, lorsque le Congrès national indien se tint en décembre 1916 à Lucknow, où était basée la Ligue musulmane, un accord fut signé entre les deux organisations. Le pacte de Lucknow stipulait qu'elles exigeraient conjointement, dès la fin du conflit mondial, des concessions du gouvernement britannique pour plus d'autonomie pour la population indienne, tout en protégeant la place des musulmans. Depuis plusieurs années déjà, Annie Besant avait critiqué les divisions religieuses qui jouaient en faveur des Britanniques, qui eux-mêmes en jouaient pour asseoir leur pouvoir. Le Congrès à Lucknow fut une grande victoire pour Annie Besant et Tilak.

### Congrès national indien
Annie Besant devint alors très populaire en Inde, beaucoup moins en Grande-Bretagne. Le nouveau gouverneur-général, Lord Chelmsford la fit d'abord surveiller, puis interdire de séjour à Bombay et dans les provinces du centre. Il désirait aussi l'empêcher de s'exprimer par voie de presse. Finalement, il fut décidé de l'interner. Le motif invoqué, dans le cadre du Defence of India Act 1915 (en), était la publication de textes considérés comme séditieux, car nationalistes indiens dans son journal New India. Comme elle était âgée de 70 ans, elle fut assignée à résidence à Ooty le 15 juin 1917. Elle s'y installa avec George Arundale et B. P. Wadia (en), leader ouvrier de Madras et rédacteur en chef de New India. Elle fit immédiatement flotter au-dessus de sa résidence le drapeau de la All-India Home Rule League,,,.

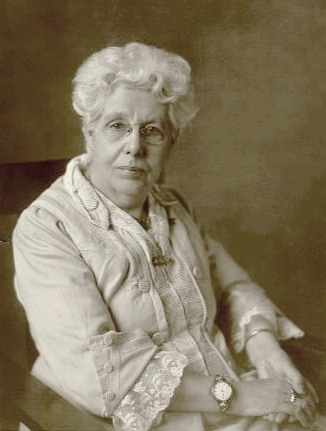
Annie Besant en 1922.

Sa mise en résidence surveillée souleva une immense protestation en Inde. Elle reçut le soutien de Motilal et Jawaharlal Nehru, de Gandhi et de Jinnah. Un nouveau boycott des produits britanniques fut organisé. En métropole, les socialistes protestèrent. En août, le nouveau Secrétaire d'État à l'Inde Edwin Samuel Montagu évoqua la mise en place graduelle d'institutions autonomes. Maintenir Annie Besant en résidence surveillée ne se justifiait plus, à partir du moment où le gouvernement proposait quasiment la même chose qu'elle. Elle fut libérée le 17 septembre. Sur le chemin du retour, elle fut ovationnée par la foule qui chantait Vande mataram. Malgré l'avertissement de Lord Chelmsford qui lui demandait de se réfréner, elle reprit immédiatement ses activités politiques. Le 26 décembre 1917, elle fut acclamée par 300 000 personnes rassemblées à Kolkata au moment du Congrès national indien. Elle en fut élue présidente (pour un an, comme tous les présidents du mouvement), la première femme à ce poste. Lord Chelmsford déclara peu après : « personne parmi ceux qui ont fait l'expérience des conséquences de la mise en résidence surveillée de Mrs Besant ne refera une telle erreur »,,,.
Le discours inaugural que prononça alors Annie Besant (« The Case for India », « Plaidoyer pour l'Inde ») constatait que les Britanniques avaient échoué dans l'éducation, la santé ou la prospérité de l'Inde. Elle suggérait donc de laisser les Indiens « travailler pour leur propre pays ». Si elle reconnaissait être née en Grande-Bretagne, elle avait choisi l'Inde et espérait être le symbole de l'union entre les deux. Gandhi la considéra alors comme un des « plus puissants leaders d'opinion ». En 1918, elle soutint les grèves dans les filatures de Madras et aida les ouvriers à créer le premier syndicat indien : le Madras Textile Workers’ Union,,.
Lors de sa tournée en Inde en 1917-1918, Edwin Montague la rencontra. À son retour en métropole, le projet de réforme institutionnelle qu'il proposa suggérait une administration démocratique locale et des « mesures de responsabilisation » au niveau provincial. Il n'évoquait cependant pas du tout le Home Rule. De plus, la Commission Rowlatt (qui travailla lors des grèves et l'épidémie de grippe espagnole) conclut à la nécessité de prolonger l'état d'urgence en Inde. La loi sur le gouvernement de l'Inde de 1919 ne suivit pas les recommandations de Montague (et donc Annie Besant), mais plutôt des suggestions de la Commission Rowlatt. En parallèle, la « loi Rowlatt » sur l'ordre public fut promulguée : elle n'était quasiment qu'une prolongation du Defence of India Act de 1915.
René Guénon, dans Le Théosophisme, histoire d'une pseudo-religion de 1921, reprend un article de 1911 dans lequel des hindous traditionalistes — notamment attachés au strict respect des castes, à la soumission des femmes, et « guère portés [selon Guénon] à croire à toutes ces billevesées de « progrès » et de « fraternisme », non plus qu’aux bienfaits de l’« instruction obligatoire » » — présentaient Annie Besant comme un agent au service de l'impérialisme britannique, en particulier au travers de l'action du Congrès National Hindou dont le but véritable, selon eux, était « d’endiguer les aspirations à l’autonomie, en leur donnant un semblant de satisfaction, d’ailleurs à peu près complètement illusoire ».

### Effacement devant Gandhi

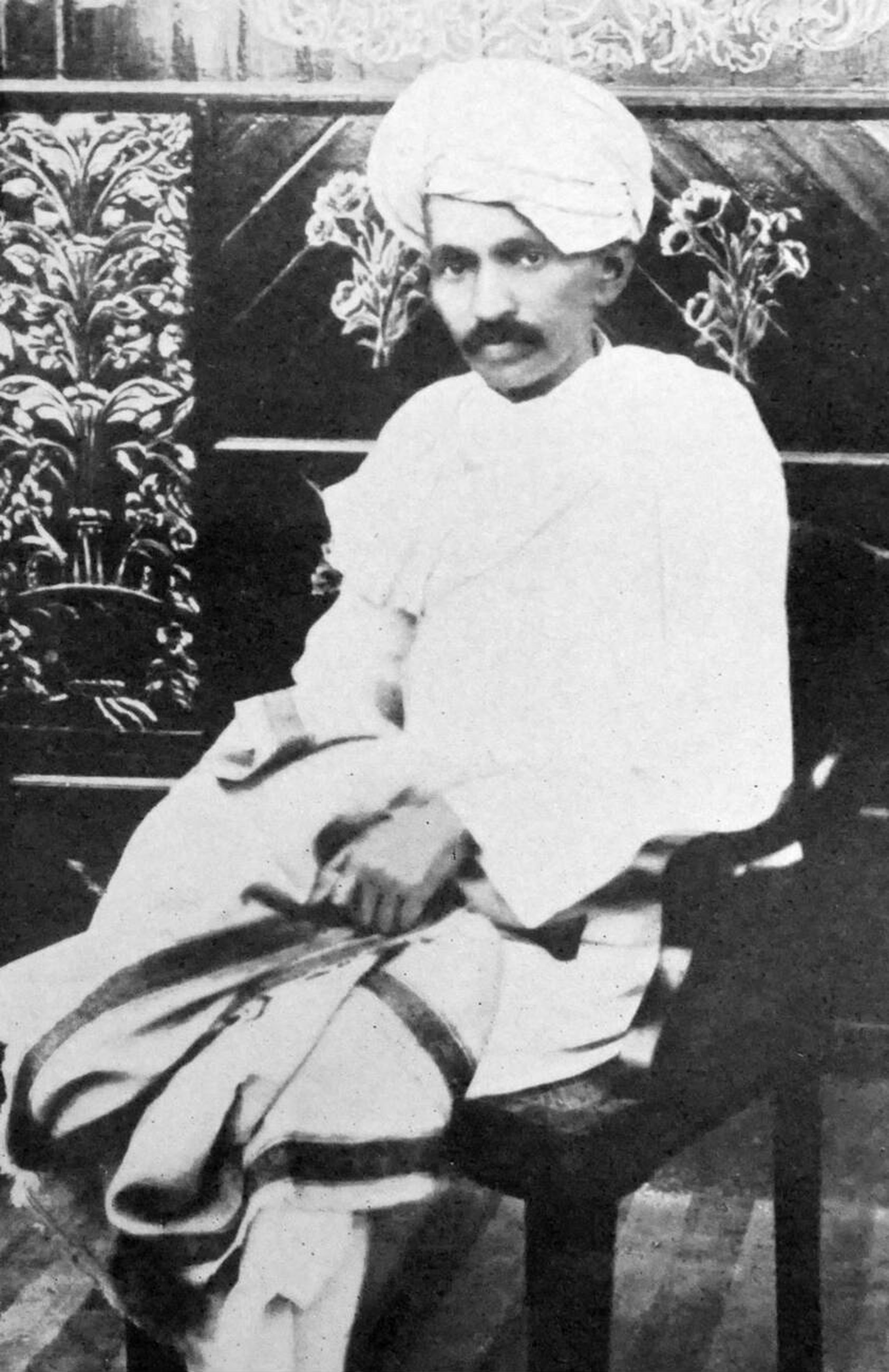
Gandhi en 1918, au moment des satyagrahas du Champaran et du Kheda.

La « loi Rowlatt » fut un tournant politique pour la lutte pour l'indépendance de l'Inde et pour Annie Besant. Gandhi commença en effet à s'affirmer, en proposant ses moyens spécifiques de lutte : le satyagraha (désobéissance civique) et la résistance passive (ahimsa). Les relations entre les deux personnalités furent complexes. D'un côté, elle conféra le titre, à l'image de la pensée théosophe, de « mahatma » à Gandhi ; de l'autre, elle condamna les diverses actions de Gandhi, qu'elle considérait à terme comme dangereuses. Son expérience politique lui avait en effet fait adopter comme principe de ne pas envoyer de manifestants là où ils couraient le risque de perdre la vie. Les incidents liés à la grève générale organisée à Delhi en avril 1919 : attaques des non-grévistes par les grévistes et intervention de l'armée qui tua plusieurs manifestants, lui firent écrire un article où elle expliquait « before a riot becomes unmanageable brickbats must inevitably be answered by bullets » (« avant qu'une émeute ne devienne incontrôlable, les fusils ne peuvent que répondre aux pierres »). Cette phrase est ambiguë : le « must » peut se comprendre comme une certitude désabusée vis-à-vis de l'attitude des autorités britanniques qui répondraient à coup sûr par la force ou, ainsi que certains de ses adversaires dans le mouvement indépendantiste commencèrent à le suggérer, comme un soutien d'Annie Besant à la répression par les autorités britanniques qui doivent répondre par la force,,,.
Le problème pour Annie Besant fut que cette polémique se déclencha au moment du massacre d'Amritsar. Alors qu'elle s'était prononcé sur les émeutes de Delhi, ses adversaires entretinrent la confusion, suggérant que son « brickbats and bullets », comme la phrase fut surnommée, s'appliquait à Amritsar. Sa popularité connut alors un fort déclin. Un an et demi après son triomphe au Congrès national indien, elle dut laisser la direction de la All-India Home Rule League à Gandhi. En décembre 1919, le Congrès national indien réuni à Amritsar sous la présidence de Motilal Nehru adopta définitivement les tactiques prônées par Gandhi. Prédisant un bain de sang, Annie Besant démissionna du Congrés en août 1920, au moment où était lancée la première satyagraha. Elle ne participa qu'aux congrès de 1924 à Belgaum et 1928 à Calcutta,,,. En même temps, malgré son amour pour le pays et sa popularité, il lui était devenu évident qu'une vieille femme blanche n'était pas la meilleure personne pour incarner la population indienne. Même si elle avait été une des premières inspiratrices du mouvement d'indépendance, elle ne pouvait continuer à en être une des chefs de file. Elle continua à participer dans l'ombre aux différents mouvements, comme celui de la non-coopération,,.

### Lutte pour l'Inde au Royaume-Uni
Les liens politiques qu'Annie Besant avait tissés dans les années 1880-1890 avec les libéraux et les socialistes purent lui servir pour faire avancer la cause de l'Inde à partir du moment où ses amis politiques avaient accédé aux hautes fonctions. Dès 1918, lorsque les femmes obtinrent des droits politiques au Royaume-Uni, le Parti travailliste proposa à Annie Besant de se présenter au parlement britannique pour les élections législatives de décembre 1918. Elle accepta, mais les autorités britanniques interceptèrent son télégramme qui n'arriva pas à destination, l'empêchant de se présenter. Elle revint cependant au Royaume-Uni en 1919. Elle adhéra alors au Parti Labour en juillet. Elle assista à toutes les réunions de la commission parlementaire qui discutait sur le futur statut de l'Inde. Elle fit un important discours devant 6 000 personnes dans le Royal Albert Hall. Elle y dénonçait la violente répression en Inde. Elle demandait l'autodétermination mais aussi que le modèle occidental ne fût pas imposé aux futures institutions indiennes qui devraient être aussi inspirées des traditions locales. Elle réclamait que le droit de vote fût accordé aux femmes indiennes,.
Après l'emprisonnement de Gandhi en 1922, Annie Besant revint sur le devant de la scène. Elle put s'y maintenir même après sa libération pour raison de santé en 1924 car, pour l'obtenir, il avait dû renoncer à l'action politique. Dans son journal New India, Annie Besant publia un long article demandant aux militants nationalistes de s'atteler à la rédaction d'une constitution pour l'Inde. Le moment était à nouveau propice. Les travaillistes étaient au pouvoir : le Premier ministre Ramsay MacDonald avait lui aussi participé au Bloody Sunday de 1887 et le secrétaire d'État chargé de l'Inde Sydney Olivier avait participé à la grève des allumettières en 1888. De plus, Olivier n'acceptait pas les revendications d'indépendance totale de Gandhi ; cependant, il trouvait aussi que ce qu'Annie Besant demandait allait trop loin.
Dans un premier temps, l'appel d'Annie Besant à la rédaction en Inde d'une constitution pour l'Inde ne rencontra que peu d'enthousiasme. Elle tenta alors une nouvelle démarche et proposa une convention nationale multipartite en avril 1925 à Cawnpore. Cette Indian National Convention fut une réussite. Elle rédigea le Commonwealth of India Bill un projet de self-government pour l'Inde qui deviendrait un dominion ; le vice-roi garderait le temps de la transition l'armée, la marine et la politique étrangère. Le projet prévoyait aussi la garantie des libertés individuelles et l'égalité des sexes. Annie Besant se rendit au Royaume-Uni pour soutenir ce projet. Il reçut le soutien de Sydney Olivier, mais, le gouvernement tomba avant que le projet pût être proposé au parlement. George Lansbury qui avait conservé son siège le soumit malgré tout aux Communes : il fut rejeté en première lecture par la majorité conservatrice,,.
Elle fut invitée en 1928 à participer à la Commission Nehru (multipartite et multireligieuse) qui prenait le contre-pied de la Commission Simon, composée exclusivement de blancs. Les deux commissions avaient pour but de réfléchir à l'évolution de l'Inde depuis la loi sur le gouvernement de l'Inde de 1919. Le rapport Nehru suggérait aussi la transformation de l'Inde en dominion. Il proposait les libertés individuelles et l'égalité des sexes. Il refusait l'idée de religion officielle ou de collèges électoraux séparés en fonction de la religion. L'organisation du futur pays se ferait selon des critères linguistiques pour le respect des minorités. Annie Besant retourna alors en Grande-Bretagne pour défendre ce projet et faire une tournée de conférences. Cependant, dans le même temps, Gandhi avait fait son retour en politique. Au Congrès national indien de Lahore en 1929, présidé par Nehru, il fit adopter l'idée d'indépendance totale (proclamée officiellement le 26 janvier 1930). Les rapports Nehru et Simon furent discutés lors de tables-rondes en 1930-1932. Finalement, la loi sur le gouvernement de l'Inde de 1935 ne s'inspirerait que du rapport Simon. En 1931, devant la montée des tensions, principalement ethniques, Annie Besant constata l'impossibilité d'une constitution pour l'Inde et en prédit la partition. Elle fit la même année une ultime tentative de conciliation avec la All-India Humanitarian Conference pour apaiser les tensions. Cette initiative lui valut d'être présentée pour le prix Nobel de la paix,,.

## Franc-maçon

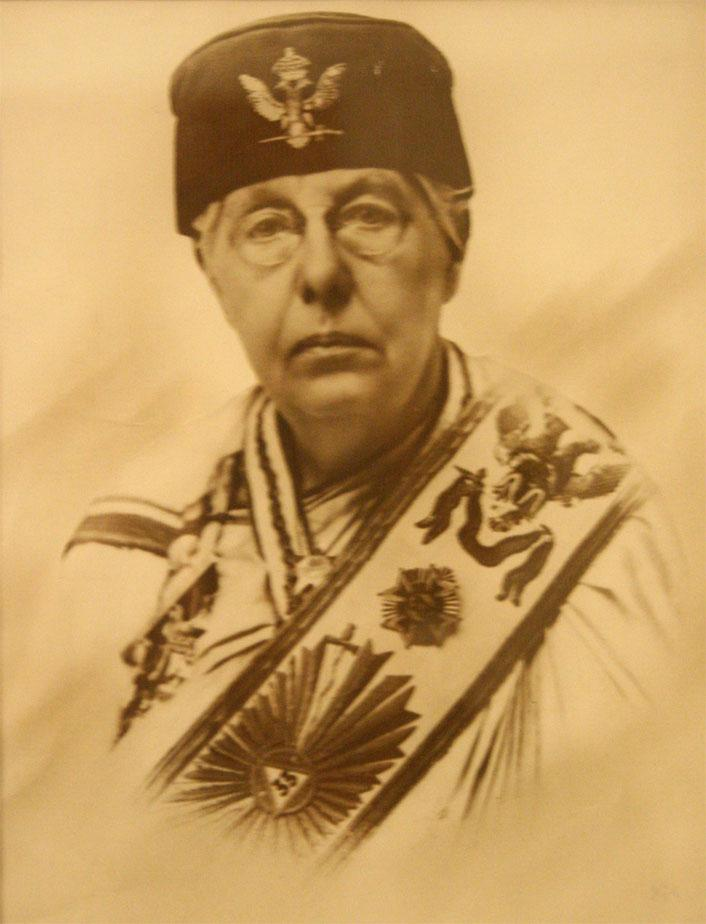
Annie Besant portant les décors du 33edegré maçonnique.

Annie Besant fut l'une des fondatrices en 1893 de l'ordre maçonnique The Order of Universal Co-Freemasonry, lié à l'ordre maçonnique mixte international « le Droit humain » de Maria Deraismes. Ce fut d'ailleurs, en uniforme de maçon, qu'elle participa à la manifestation des femmes suffragistes au moment des cérémonies de couronnement de George V le 17 juin 1911.

## Décès
Annie Besant mourut le 20 septembre 1933 à Adyar. Son corps, recouvert d'un drapeau indien, fut brûlé sur un bûcher, selon la tradition hindoue. Elle avait demandé que son bûcher fût installé au bord du Gange à Kashi, le nom donné à Bénarès dans les Rig-Véda. Si ce souhait ne put être exaucé, en revanche ses cendres furent dispersées en partie dans le Gange et en partie dans le jardin de la société théosophique d'Adyar. La bourse de Bombay n'ouvrit pas le jour des funérailles, en hommage à Annie Besant,,.

### Œuvres d'Annie Besant

#### Ouvrages politiques
| - On the Deity of Jesus of Nazareth, by the Wife of a Beneficed Clergyman., Thomas Scott, 1872. - The Political Status of Women., 1874. - The True Basis of Morality., Charles Watts, 1874. - Auguste Comte; his Philosophy, his Religion and his Sociology., Charles Watts, 1875. - The Legalisation of Female Slavery in England., édité par Annie Besant et Charles Bradlaugh, 1876. - « Landlords, Tenant Farmers, and Labourers » in The National Reformer, 1877. - The Law Of Population: its Consequences and its Bearing upon Human Conduct and Morals. Freethought Publishing C°, 1877. - In the High Court of Justice, Queen's Bench Division, June 18th, 1877: The Queen V. Charles Bradlaugh and Annie Besant. (Specially Reported.) High Court of Justice, King's Bench Division [1877]., Cornell University, 2009. - My Path to Atheism., Freethought Publishing C°, Londres, 1877. - English Republicanism., Freethought Publishing Company, Londres, 1878. - England, India and Afghanistan, Freethought Publishing Company, Londres, 1878. - Marriage, As It Was, As It Is, And As It Should Be: A Plea For Reform, 1878. - The Story of Afghanistan ; or, Why the Tory Government Gags the Indian Press. A Plea for the Weak against the Strong, 1879. - The Transvaal, 1881. - Coercion in Ireland and its Results. A Plea for Justice, 1882. - Egypt, 1882. | - Force no Remedy, 1882. - The Atheistic Platform. V. The Story of Sudan, 1884. - Autobiographical Sketches., Freethought Publishing C°, Londres, 1885. - Woman's Position according to the Bible., édité par A. Besant et Ch. Bradlaugh, 1885. - Why I Am a Socialist., édité par A. Besant & Ch. Bradlaugh, 1886. - Modern Socialism., Freethought Publishing C°, Londres, 1886. - England’s Jubilee Gift to Ireland, 1887. - Is Socialism Sound? Verbatim Report Of A Four Nights' Debate Between Annie Besant And G. W. Foote (1887), Kessinger Publishing, 2009. - « Is Boycotting Moral ? », Our Corner, 1er avril 1888, vol. XI, Freethought Publishing Company, Londres, 1888. - « The Organization of Society: Industry under Socialism », in Bernard Shaw (ed.), Fabian Essays in Socialism (1889), New York : The Humboldt Publishing Co., 1891. - Wake up, India: a Plea for Social Reform., Theosophical Publishing House, 1913. - War Articles and Notes., Theosophical Publishing Society, 1915. - The Case for India The Presidential Address Delivered by Annie Besant at the Thirty-Second Indian National Congress Held at Calcutta 26 December 1917 - Britain’s Place The Great Plan Four Lectures delivered at the North Indian Convention, T.S., held at Varanasi, September, 1920 and in London in 1921., Theosophical Publishing House, Adyar, 1920. - India, Bond or Free ?, Putnam’s, 1926. |

#### Ouvrages spirituels et théosophiques
| - Why I became a Theosophist (1889), Freethought Publishing C°, Londres. Trad. fr. : Pourquoi je suis devenue théosophe, Publications théosophiques, 1911 - The Seven Principles of Man (1892), édition revue et corrigée, Theosophical Publishing Society, Londres, 1909. - A Study in Karma. (1892), Theosophical Publishing House, Adyar, 1912. Trad. : Réincarnation. Karma, Adyar, 1996 (5° éd.), 188 p. - An Autobiography (1893), T. Fisher Unwin, Londres. - Vers le Temple (1895), trad., Adyar, 170 p. Cinq conférences à Londres : la purification, l'entraînement mental, la construction du caractère, l'alchimie spirituelle. - Man and his Bodies (1896), Theosophical Publishing House, Londres & Madras. Trad. : L'homme et ses corps, Adyar, 158 p. , Adyar 1994, 158 p. - The Riddle of Life: and How Theosophy answers It (1897), Theosophical Publishing House, Adyar, 1911. - The Ancient Wisdom (1897), Theosophical Publishing House, Adyar, 1911. Trad. : La sagesse antique. Exposé sommaire de l'enseignement théosophique, Adyar, 2008 (14° éd.), 307 p. - Evolution of life and form (1898). Trad. : L'évolution de la vie et de la forme, Éditions théosophiques, 1948, 172 p. - Thought Power (1901). Trad. fr. : Le pouvoir de la pensée, sa maîtrise et sa culture - Thought Forms (1901) (en collaboration avec Chatles D. Leadbeater). Theosophical Publishing House, Adyar, 1911. Trad. : Les formes-pensées, Adyar, 2000 (6° éd.), 78 p. - The Laws of the Higher Life (1902). Trad. : Les lois de la vie supérieure . Une conscience élargie, la loi du devoir, la loi du sacrifice. - The Pedigree of Man (1903). Trad. : La Généalogie de l'Homme. La première "race", la deuxième race, la race Lémurienne, la race Atlante, la race Aryenne. - Esoteric Christianity or the Lesser Mysteries (1905), Theosophical Publishing Society, Londres & Benares, 1905 (2d ed.). Trad. : Le christianisme ésotérique ou les Mystères mineurs, Adyar, 1969, 292 p. - Bhagavad Gita; or, The Lord’s Song (Traduction) (1905), The Theosophical Publishing House. - Death and after (1906). Trad. fr. : La mort et l'au-delà - Study in Consciousness - A contribution to the science of psychology (vers 1907), Theosophical Publishing House, Madras. Trad. : Étude sur la conscience, Adyar, 2003, 356 p. - Introduction to Yoga. Lectures delivered at the 32nd Anniversary of the Theosophical Society held at Benares, on Dec. 27th, 28th, 29th, and 30th, 1907., Theosophical Publishing House, Adyar, 1908. Trad. : Introduction au Yoga, Adyar, 158 p. - Australian Lectures (1908) | - Buddhist Popular Lectures (1908), Theosophist Office - Man's Life in This and Other Worlds (1913), Theosophical Publishing House, Adyar. Trad. : La vie occulte de l'homme, Adyar, 2005, 89 p. - The Masters and the Way to Them (1912). Trad. : Les Maîtres, Publications Théosophiques, 1917 - Man: Whence, How and Whither: a Record of Clairvoyant Investigation (en collaboration avec C. D. Leadbeater) (1913), Theosophical Publishing House, 1925. - « Theosophy and Social Reform » (1914), in Annie Besant et al., Theosophical Ideals and the Immediate Future, Theosophical Publishing Society, Londres, 1914. - The Basis of Morality (1915), Theosophical Publishing House, Adyar. - The Bearing of Religious Ideals on Social Reconstruction (1916), Theosophical Publishing House. - The Ancient Indian Ideal of Duty (1917), Theosophical Publishing House. - Occult Chemistry: Clairvoyant Observations on the Chemical Elements (1919) (en collaboration avec Charles W. Leadbeater), édition révisée par A.P. Sinnett, Theosophical Publishing House, Londres. Trad. : La chimie occulte, Adyar, 2004, 362 p. - The Doctrine of the Heart (1920). Trad. : La doctrine du cœur. extraits de lettres indiennes (adressées à Annie Besant par des amis hindous), Adyar, 2004, 80 p. - Civilisation’s Deadlocks and the Keys (1924), Theosophical Publishing House. - The Coming of the World Teacher (1925), Theosophical Publishing House. - Talks on the Path of Occultism: A Commentary on “At the Feet of the Master,” “The Voice of the Silence" and “Light on the Path." Written in collaboration with Charles Leadbeater. Trad. fr. : La voie de l'occultiste, Adyar, 1927-1928. - T. I : Commentaires sur "Aux pieds du maître", 351 p. (voir Alcyone/Krishnamurti, Aux pieds du maître, 1910) . - T. II : Commentaires sur "La voie du silence", 304 p. (voir Helena Petrovna Blavatsky, "La voie du silence". Fragments choisis du "Livre des préceptes d'or", 1889) . - T. III : Commentaires sur "La lumière sur le sentier" (voir Mabel Collins, Lumière sur le sentier, 1885), 336 p., Adyar, 1927-1928. - Principles of Education (1932), Theosophical Publishing House. - Old Memories and Letters (1936), Theosophical Publishing House, Adyar. |

#### Ouvrages généraux
- (fr) Régis Ladous, Initiation à l'histoire du monde au XIXe siècle, Paris, Ellipses, 2003, 288 p. (ISBN 978-2-7298-1348-2)

#### Ouvrages sur Annie Besant
- (en) Nancy Fix Anderson (ed.), Lives of Victorian Political Figures, volume 3 : Annie Besant, 2008.  (ISBN 978 1 85196 850 3)
- (en) Olivia Bennett, Annie Besant., Londres, Hamish Hamilton coll. In her own time, 1988, 64 p. (ISBN 978-0-241-12224-2)
- (en) Mark Bevir, « Annie Besant's Quest for Truth. », Journal of Ecclesiastical History, vol. 50,‎ 1999.
- (en) Rosemary Dinnage, Annie Besant, Penguin, 1986, 128 p. (ISBN 978-0-14-008663-8)
- (en) Arthur Hobart Nethercot, The First Five Lives of Annie Besant, Londres, R. Hart-Davis, 1961, 435 p.
- (en) Arthur Hobart Nethercot, The Last Four Lives of Annie Besant, Chicago, Chicago U.P, 1963, 483 p. (ISBN 978-0226573175)
- (en) Nancy L. Paxton, « Feminism under the Raj: Resistance and Complicity in the Writings of Flora Annie Steel and Annie Besant », Women's Studies International Forum, vol. 13, no 4,‎ 1993.
- (fr) Muriel Pécastaing-Boissière, « Besant, Annie », Dictionnaire biographique du mouvement ouvrier international (Grande-Bretagne),‎ décembre 2010 (lire en ligne)
- (fr) Muriel Pécastaing-Boissière, Annie Besant (1847-1933) : La lutte et la quête, Paris, Éditions Adyar, juillet 2015, 276 p. (ISBN 978-2-85000-305-9, BNF 44422340)
- (en) Ann Taylor, Annie Besant, Oxford U.P., 1992, 383 p. (ISBN 978-0-19-211796-0)
- (en) Ann Taylor, « Besant, Annie (1847–1933) », Oxford Dictionary of National Biography,‎ janvier 2008 (lire en ligne)
- (fr) Marie Terrier, « Annie Besant et les débuts de la Société fabienne (juin 1885 - novembre 1890). », Revue française d'histoire des idées politiques., no 31,‎ 1er semestre 2010.
- (fr) Marie Terrier, « Luttes contre les inégalités politiques et sociales : Du radicalisme au socialisme (1874-1890) », dans Muriel Pécastaing-Boissière, Annie Besant (1847-1933) : La lutte et la quête, Paris, Éditions Adyar, juillet 2015, 276 p. (ISBN 978-2850003059), partie IV

#### Ouvrages connexes
- (en) Mark Bevir, « Theosophy as a Political Movement. », dans A. Copley (ed.), Gurus and their Followers : New Religious Reform Movements in Colonial India, Oxford, Oxford U.P., 2000.
- (en) Simon Eliot, « Besant, Sir Walter (1836–1901) », Oxford Dictionary of National Biography,‎ janvier 2008 (lire en ligne)
- (en) Louise Raw (préf. Sheila Rowbotham), Striking a Light : The Bryant and May Matchwomen and their Place in History, Londres, Continuum, 2009, 286 p. (ISBN 978-1-4411-1426-6, BNF 42523142)
- (en) Carla Risseeuw, « Thinking Culture Through Counter-Culture : The Case of Theosophists in India and Ceylon and their Ideas of Race and Hierarchy (1875-1947) », dans A. Copley (ed.), Gurus and their Followers : New Religious Reform Movements in Colonial India, Oxford, Oxford U.P., 2000.
- (en) Raymond L. Schults, Crusader in Babylon : W. T. Stead and the Pall Mall Gazette, Lincoln, University of Nebraska Press, 1972, 277 p. (ISBN 978-0-8032-0760-8)